# Unione Sovietica
L'Unione delle Repubbliche Socialiste Sovietiche (in russo Сою́з Сове́тских Социалисти́ческих Респу́блик, СССР?, Sojúz Sovétskich Socialistíčeskich Respúblik, SSSR;  [sʌˈjus sʌˈvʲetskʲɪx səʦɪəlʲɪˈstʲitɕɪskʲɪx rʲɪˈspublʲɪk]), acronimo URSS e in forma abbreviata Unione Sovietica (in russo Сове́тский Сою́з?, Sovétskij Sojúz, [sʌˈvʲetskʲɪj sʌˈjus]), fu uno Stato federale che si estendeva tra Europa orientale e Asia settentrionale, sorto il 30 dicembre 1922 sulle ceneri dell'Impero russo. Era composta da 15 repubbliche socialiste, la più grande delle quali era la Russia, a sua volta suddivisa in repubbliche autonome federate.
La distanza tra i suoi due punti estremi orientale e occidentale era superiore ai 9.983 chilometri (più di 90 gradi di longitudine); il suo punto più occidentale era l'oblast' di Kaliningrad, al confine con la Polonia, e quello più orientale il capo Dežnëv sullo stretto di Bering, che lo divide dal continente nordamericano distante circa 80 chilometri. In particolare, una sua isola nello stretto, la Grande Diomede, dista solo 3 km dalla Piccola Diomede, appartenente agli Stati Uniti: si tratta della distanza minore tra le due superpotenze militari dell'epoca.
Era il Paese più esteso del mondo con 22 402 000 km² di superficie, pari a un sesto delle terre emerse, nonché il Paese più esteso d'Asia e d'Europa, per ciascuna delle parti di competenza continentale.
Dopo la vittoria conseguita contro le potenze dell'Asse nella seconda guerra mondiale divenne una superpotenza economica e militare, riuscendo ad imporre il suo sistema politico e sociale anche fuori dei confini nazionali, soprattutto in Europa orientale. Per oltre quarant'anni si confrontò nella guerra fredda contro con il blocco occidentale guidato dagli Stati Uniti, l'altra superpotenza emersa all'epoca. 
La lista delle repubbliche costituenti l'URSS subì nel corso del tempo numerose variazioni. Negli anni precedenti il suo scioglimento ne facevano parte quindici repubbliche. La più grande per superficie, economia e popolazione e la più importante sul piano politico era la Russia. Anche il territorio dell'Unione Sovietica subì vari mutamenti e nel periodo più recente corrispondeva approssimativamente a quello del tardo Impero russo, senza tuttavia Alaska, Finlandia e Polonia.
L'organizzazione politica del Paese prevedeva un regime monopartitico, retto dal Partito Comunista dell'Unione Sovietica, che dirigeva gli apparati dei Soviet, assemblee di livello sia regionale che nazionale che rappresentavano la classe operaia nei corridoi del potere statale. Il partito era a sua volta guidato da un segretario generale, che corrispondeva nel principale dirigente in termini di politica estera ed interna.
La fine della guerra fredda coincise con la dissoluzione dell'Unione Sovietica nel 1991. Negli anni successivi, la Federazione Russa, di gran lunga il più esteso e influente tra gli Stati postsovietici, è subentrata all'URSS nel Consiglio di sicurezza delle Nazioni Unite, ha fatto parte del G8 fino al 2014 e ha raccolto gran parte dell'eredità militare e geopolitica sovietica.

## Storia

Ordine della Bandiera rossa del lavoro

La Russia fu uno dei pochi Paesi europei a non aver vissuto, nel corso del XIX secolo, una trasformazione in senso democratico e liberale delle proprie strutture economiche, sociali e politiche. Le tensioni tra le esigenze di cambiamento espresse da una parte della popolazione e un modello politico statico, basato su una monarchia autocratica, furono all'origine di tre rivoluzioni. La prima, senza esito, ebbe luogo nel 1905, successiva alla sconfitta nella guerra contro il Giappone. La seconda e la terza avvennero invece nel 1917, rispettivamente a marzo (febbraio secondo il calendario giuliano, seguito dalla Chiesa ortodossa russa ed a quei tempi in vigore in Russia) e novembre (ottobre), innescate da gravi problemi politico-sociali, da un diffuso malcontento nei confronti della monarchia e dalla tremenda crisi sofferta dall'Impero russo durante la prima guerra mondiale.

### La rivoluzione di febbraio
Il 23 febbraio (8 marzo del calendario gregoriano) 1917 un'insurrezione, in gran parte spontanea, degli operai e della guarnigione di Pietrogrado portò all'occupazione della città e al rovesciamento della dinastia Romanov, ratificata con l'abdicazione dello zar Nicola II a favore del fratello Michele e la rinuncia al trono, il 3 marzo, da parte di quest'ultimo. Il 27 febbraio era stato intanto formato il Soviet di Pietrogrado, primo di un gran numero di assemblee che sarebbero di lì a poco sorte in tutta la Russia. Nell'organismo ottennero una posizione dominante i menscevichi e i socialrivoluzionari, che consegnarono il potere nelle mani della borghesia e del Governo provvisorio, costituitosi a marzo con la presidenza del principe L'vov.
Con il ritorno di Lenin dall'esilio in Svizzera e la pubblicazione delle sue Tesi di aprile, approvate dalla VII Conferenza del Partito bolscevico, acquisì sempre più consenso presso le masse l'obiettivo della trasformazione della rivoluzione borghese in una rivoluzione socialista. Intanto si creò forte tensione fra il Governo e il Soviet a proposito della prosecuzione della partecipazione alla guerra, e si arrivò alla formazione di un gabinetto di coalizione con la partecipazione di menscevichi e socialrivoluzionari insieme ai ministri borghesi.

### La rivoluzione d'ottobre
A luglio una manifestazione di operai e soldati di cui presero la testa i bolscevichi dopo un inizio spontaneo fu respinta dalle forze governative, ma anche il secondo gabinetto cadde e fu sostituito da un nuovo governo di coalizione guidato dal socialrivoluzionario Aleksandr Kerenskij. Le forze conservatrici ritennero giunto il momento di sopprimere i soviet e ad agosto organizzarono un colpo di Stato guidato dal generale Lavr Kornilov, fermato da un sollevamento di massa degli operai e dei soldati su iniziativa dei bolscevichi. Questi ultimi acquisirono sempre maggiore popolarità e la maggioranza in numerosi soviet (di quello di Pietroburgo divenne presidente Trockij), mentre anche le posizioni dei soldati e dei contadini si radicalizzavano.
Il 7 novembre (25 ottobre del calendario giuliano) fu concretizzata l'insurrezione precedentemente deliberata dal Comitato centrale del Partito bolscevico: soldati, operai (le "Guardie Rosse"), marinai della Flotta del Baltico occuparono in breve i punti chiave della città e l'indomani venne preso il Palazzo d'Inverno, sede del governo. La sera stessa il potere venne consegnato al Congresso panrusso dei Soviet, che formò un nuovo governo, il Consiglio dei commissari del popolo, guidato da Lenin. La Rivoluzione si estese subito dopo a gran parte dei territori dell'ex Impero russo, di cui i bolscevichi presero il controllo in alcuni casi in modo pacifico, in altri dopo accesi scontri con gli oppositori.
Sempre nel 1918 nacque l'Armata Rossa, che sostituì il vecchio e disgregato esercito. La reazione delle forze escluse dal potere e delle potenze straniere non si fece attendere. Nella primavera del 1918 gli inglesi occuparono i porti di Murmansk ed Arcangelo, mentre i giapponesi si impadronirono del porto di Vladivostok. In seguito intervennero anche i francesi e gli statunitensi. In Ucraina, Finlandia, Estonia, Lettonia e Lituania si instaurarono regimi nazionalistici con l'aiuto tedesco, mentre in Russia nacquero diciotto governi opposti a quello sovietico. Nell'estate del 1918 vennero arrestati anarchici e scioperanti, e vennero fucilate alcune migliaia di oppositori politici. La guerra civile vide l'Armata Rossa, guidata da Trockij, combattere in particolare contro gli eserciti dell'Armata Bianca, guidati dall'ammiraglio Kolčak in Siberia e del generale Denikin nella Russia meridionale. Al conflitto parteciparono anche gli eserciti dell'Armata Verde, che durante il conflitto si alleò sia con l'Armata Rossa sia con l'Armata Bianca e a volte le combatté entrambe; e quelli dell'Armata Nera.
Sin dal 1919 l'Armata Rossa ottenne diverse vittorie conquistando alla fine del 1920 la Crimea e, nel 1921, l'area del Caucaso. La guerra civile durò comunque fino al 1923, quando si concluse con la sconfitta degli ultimi eserciti contadini. L'Armata Rossa dovette però desistere in Estonia, Lettonia e Lituania, dove si formarono i tre Stati indipendenti, che sarebbero poi stati annessi all'Unione Sovietica in occasione della seconda guerra mondiale.

### Dalla fondazione alla morte di Stalin
La guerra finì con la vittoria dell'Armata Rossa e la fondazione dell'Unione Sovietica, il primo Stato socialista del mondo, il 30 dicembre 1922, sotto la guida di Lenin. L'Unione Sovietica succedette all'Impero russo, ma la sua estensione fu inferiore a causa dell'indipendenza ottenuta dalla Polonia, Finlandia e dei Paesi baltici e sancita dal trattato di Versailles. Nel 1924 il Regno d'Italia riconobbe ufficialmente l'Unione Sovietica.
Dopo la morte di Lenin (avvenuta il 21 gennaio 1924), ci fu una lotta per la conquista del potere all'interno della leadership del partito tra chi sosteneva che per sopravvivere la rivoluzione avrebbe dovuto estendersi ai Paesi a capitalismo avanzato (soprattutto l'allora Repubblica di Weimar), consentendo così l'intervento armato della classe operaia di quei Paesi al fianco di quella russa per schiacciare i contadini, concepiti come intrinsecamente controrivoluzionari – così la pensava per esempio Trockij – e chi teorizzava la necessità, scaturita dal fallimento dei moti del 1919 in Germania e Ungheria (ma dai primi ritenuta incoerente con il principio marxista dell'internazionalismo), del "socialismo in un solo Paese". Il segretario del partito Iosif Vissarionovič Džugašvili, meglio noto come Iosif Stalin, fautore del "socialismo in un solo Paese", emerse come nuovo capo contrapponendosi a Lev Trockij. Al fianco di Stalin e contro Trockij si schierò tutta la vecchia guardia bolscevica, con in testa Nikolaj Ivanovič Bucharin ed, in un primo momento, Grigorij Evseevič Zinov'ev, in seguito entrambi processati e fucilati come elementi controrivoluzionari. La compattezza del partito nel respingere le tesi di Trockij portò a una sua rapida emarginazione e al suo allontanamento dal partito, culminato nell'esilio iniziato nel 1929.
Stalin avviò un programma di rapida industrializzazione e di riforme agricole, sviluppando rapidamente l'economia socialista, grazie ai successi della pianificazione. Per fare ciò ampliò la portata della polizia segreta di Stato (prima NKVD, poi GPU ed infine KGB) e fece sì che durante il suo governo un numero imprecisato di persone che non appoggiavano la sua politica, da alcuni autori stimato in alcune centinaia di migliaia di deportati, da altri in decine di milioni o addirittura fino a centodieci milioni di morti, venissero condannate alla pena capitale o incarcerate nei gulag. Particolarmente famoso è il periodo 1936-1939, conosciuto come periodo delle "grandi purghe".
Tra il 1936 ed il 1939 durante la guerra civile spagnola l'Unione Sovietica fu l'unico paese a fornire aiuto militare ai combattenti della Repubblica spagnola, in contrasto con la formale neutralità delle nazioni occidentali, e guidandone l'azione politica anche contro le altre forze antifranchiste, ma dissidenti dalla linea della Internazionale Comunista.
A metà agosto del 1939 la Germania nazista di Hitler propose all'Unione Sovietica un patto di non aggressione, preceduto da un accordo commerciale fra i due Paesi (quest'ultimo fu firmato a Berlino il 20 agosto 1939). Il 23 agosto veniva firmato a Mosca il patto di non aggressione fra Unione Sovietica e Germania nazista, che divenne famoso con il nome di patto Molotov-Ribbentrop. Il protocollo ufficiale prevedeva l'impegno, di ciascun Paese firmatario, a non attaccare l'altro. Inoltre, se una delle due parti fosse stata oggetto di aggressione da parte di una terza potenza, l'altro firmatario non avrebbe fornito all'aggressore alcun aiuto. Tuttavia il patto comprendeva anche un "protocollo segreto" che definiva fra le parti le rispettive sfere d'influenza nell'Europa orientale. Esso dava quindi mano libera all'Unione Sovietica per sottoporre a controllo le Repubbliche baltiche di Estonia, Lettonia, Lituania e della Finlandia, stabilendo il confine delle rispettive aree di influenza nella frontiera settentrionale della Lituania.
Per quanto riguardava la Polonia il confine fra le due sfere d'influenza dei firmatari del patto venivano stabilite nei corsi dei fiumi Narew, Vistola e San, mentre l'Unione Sovietica dichiarava il proprio interesse sulla Bessarabia (passata alla Romania nel 1917) e riceveva dalla Germania nazista una dichiarazione di "non interesse" a quel territorio. Subito dopo l'Unione Sovietica comunicava a Francia e Gran Bretagna di considerare ormai inutili i colloqui a lungo portati avanti fra le tre potenze, per giungere a un accordo contro la Germania nazista. Fu il patto Molotov-Ribbentrop a dar mano libera ad Hitler per procedere all'invasione della Polonia, essendosi questi così garantito il non intervento dell'Unione Sovietica e avendo scongiurato il pericolo di dover combattere su due fronti (essendo allora Il Terzo Reich sprovvisto delle risorse economiche e militari necessarie ad un eventuale guerra su più fronti), nel caso d'intervento di Francia e Gran Bretagna a fianco della Polonia, quando questa fosse stata attaccata dalla Germania, il che avvenne già il 1º settembre di quell'anno senza una dichiarazione di guerra.
Il 17 settembre l'esercito sovietico invadeva a sua volta la Polonia da est e due giorni dopo si fermava all'incontro a Brest-Litovsk con quello tedesco. Germania nazista ed Unione Sovietica si dedicarono quindi il 28 settembre a definire nei dettagli la spartizione dell'Europa orientale secondo i criteri generali stabiliti dal patto Molotov-Ribbentrop: il confine fra le parti nel territorio polacco venne confermato e l'Unione Sovietica ebbe mano libera per occupare Lituania, Lettonia ed Estonia. Nel giugno 1940 l'Unione Sovietica invase e annetté Bessarabia e Bucovina settentrionale, sottraendole alla Romania. Per questi atti l'Unione Sovietica fu espulsa dalla Società delle Nazioni.
Il 13 aprile 1941 l'Unione Sovietica strinse con l'allora Impero giapponese un patto quinquennale di "non aggressione" tra i due Paesi che fu firmato a Mosca dall'allora ministro degli affari esteri giapponese Yōsuke Matsuoka e da quello sovietico Molotov.

#### La seconda guerra mondiale

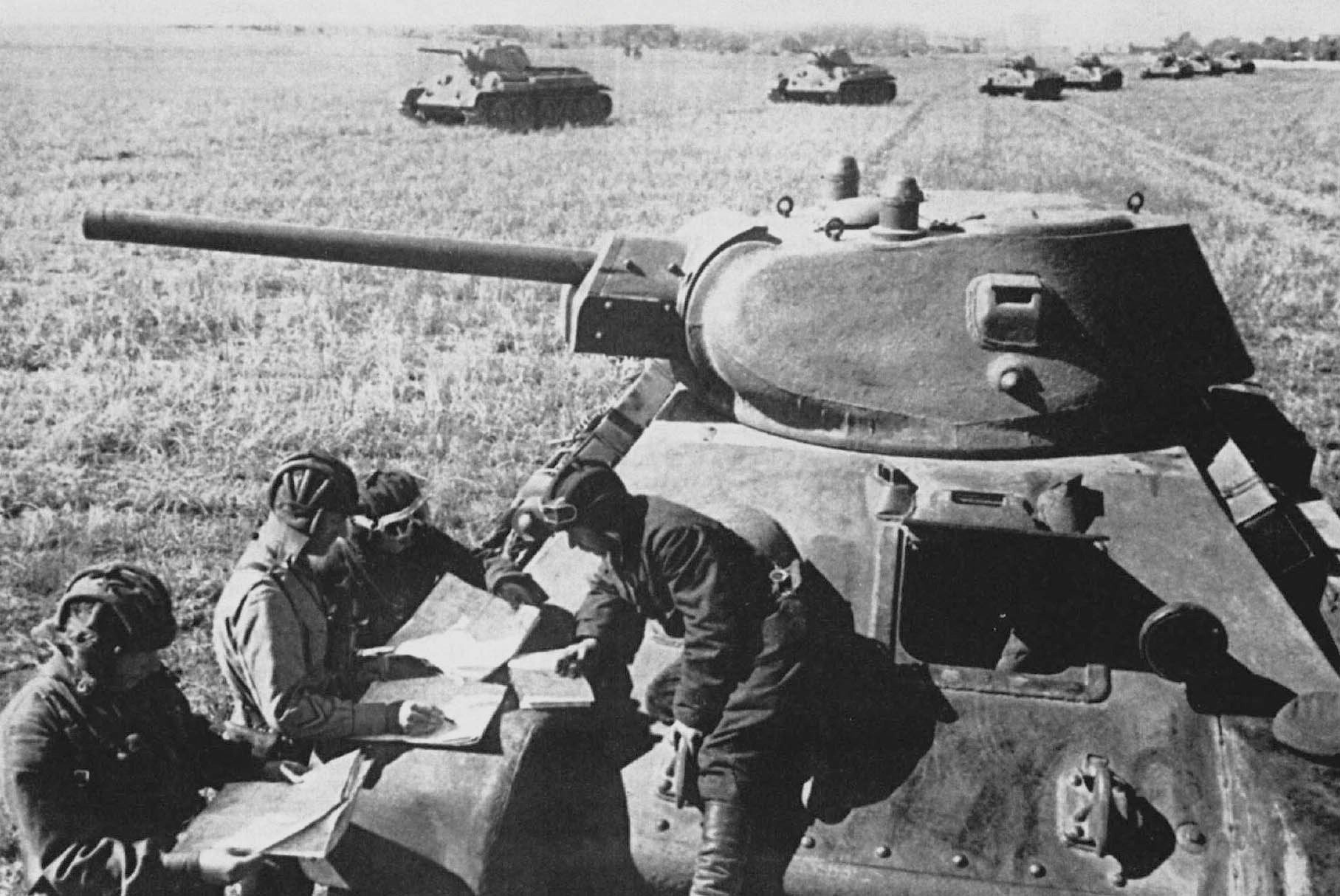
Gli equipaggi dei carri armati sovietici T-34 si preparano per l'operazione Urano durante la battaglia di Stalingrado

Aggredita dalle truppe di Hitler con l'operazione Barbarossa, iniziata il 22 giugno 1941, l'Unione Sovietica vide la porzione occidentale del territorio rapidamente occupata dal nemico, che vi commise eccidi e devastazioni. Grazie anche al trasferimento a oriente delle industrie belliche, reso possibile dal periodo di pace guadagnato con il patto di non aggressione con la Germania nazista, ed ai massicci aiuti in armi ed altro equipaggiamento ricevuti da Stati Uniti e Regno Unito, l'Unione Sovietica riuscì a bloccare l'invasione e, a partire dalle vittoriose battaglie di Stalingrado e di Mosca, a respingere le truppe dell'Asse. L'avanzata dell'Armata Rossa si concluse a Berlino nel maggio 1945.

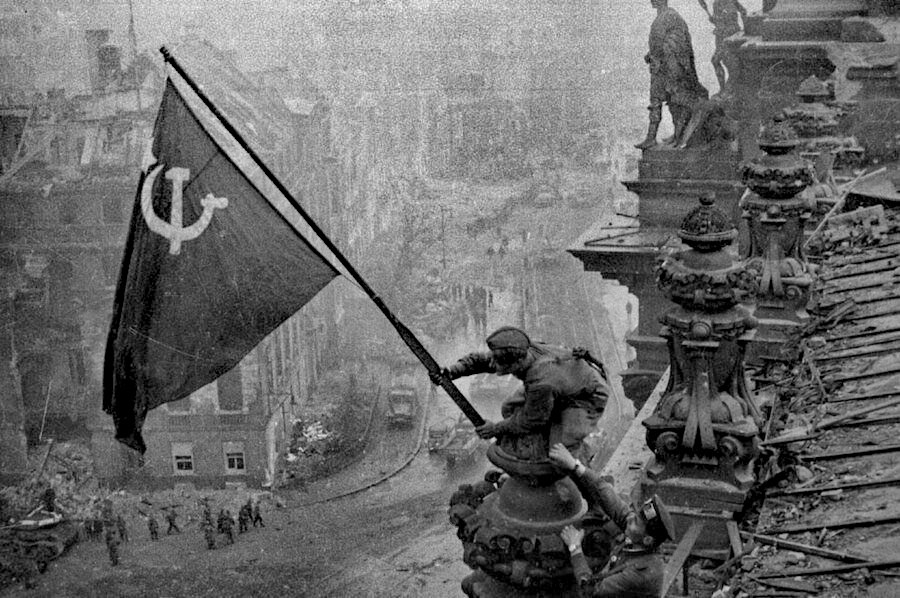
La bandiera dell'Unione Sovietica issata in cima al Reichstag al termine della battaglia di Berlino

Tra il 4 e l'11 febbraio del 1945 nel palazzo imperiale di Livadia si tenne la conferenza di Yalta, il più famoso degli incontri fra Stalin, Churchill e Roosevelt, nei quali fu deciso quale sarebbe stato l'assetto politico internazionale al termine della seconda guerra mondiale. In particolare a Yalta furono poste le basi per la divisione dell'Europa e del mondo in zone di influenza. In seguito agli accordi di Yalta l'Unione Sovietica dichiarò guerra all'Impero giapponese l'8 agosto 1945 (nonostante fosse ancora in vigore con l'Impero giapponese il patto di non aggressione del 1941) e il giorno successivo lanciò un milione di soldati veterani del fronte orientale contro la Manciuria, dove erano di stanza circa 700 000 giapponesi.
Entro una settimana la regione, la Corea settentrionale e Sachalin furono occupate; nelle Curili invece la resistenza nipponica fu più aspra, ma il 23 agosto furono parimenti conquistate. La vittoria riportata sulle truppe della Germania nazista, dell'Italia fascista e dei loro alleati ebbe però un elevatissimo costo in vite umane e distruzioni materiali: 25 568 000 di vittime, di cui 8 668 000 soldati e 16 900 000 civili, nonché la distruzione di 1 700 città, 70 000 villaggi e 32 000 imprese industriali.

#### Il dopoguerra
Sotto Stalin l'Unione Sovietica uscì dalla seconda guerra mondiale (chiamata nell'URSS "grande guerra patriottica") come una delle principali potenze mondiali, con un territorio che inglobava gli Stati baltici e una porzione significativa della Polonia ante-guerra, unitamente a una sostanziale sfera d'influenza nell'Europa orientale (vedi Impero sovietico). Il confronto politico tra l'Unione Sovietica e gli Stati Uniti persistette per molti anni e viene denominato con il termine di guerra fredda.

#### La guerra di Corea
Durante la guerra di Corea l'Unione Sovietica supportò la Corea del Nord insieme alla Cina di Mao Zedong.

### Da Chruščёv a Brežnev

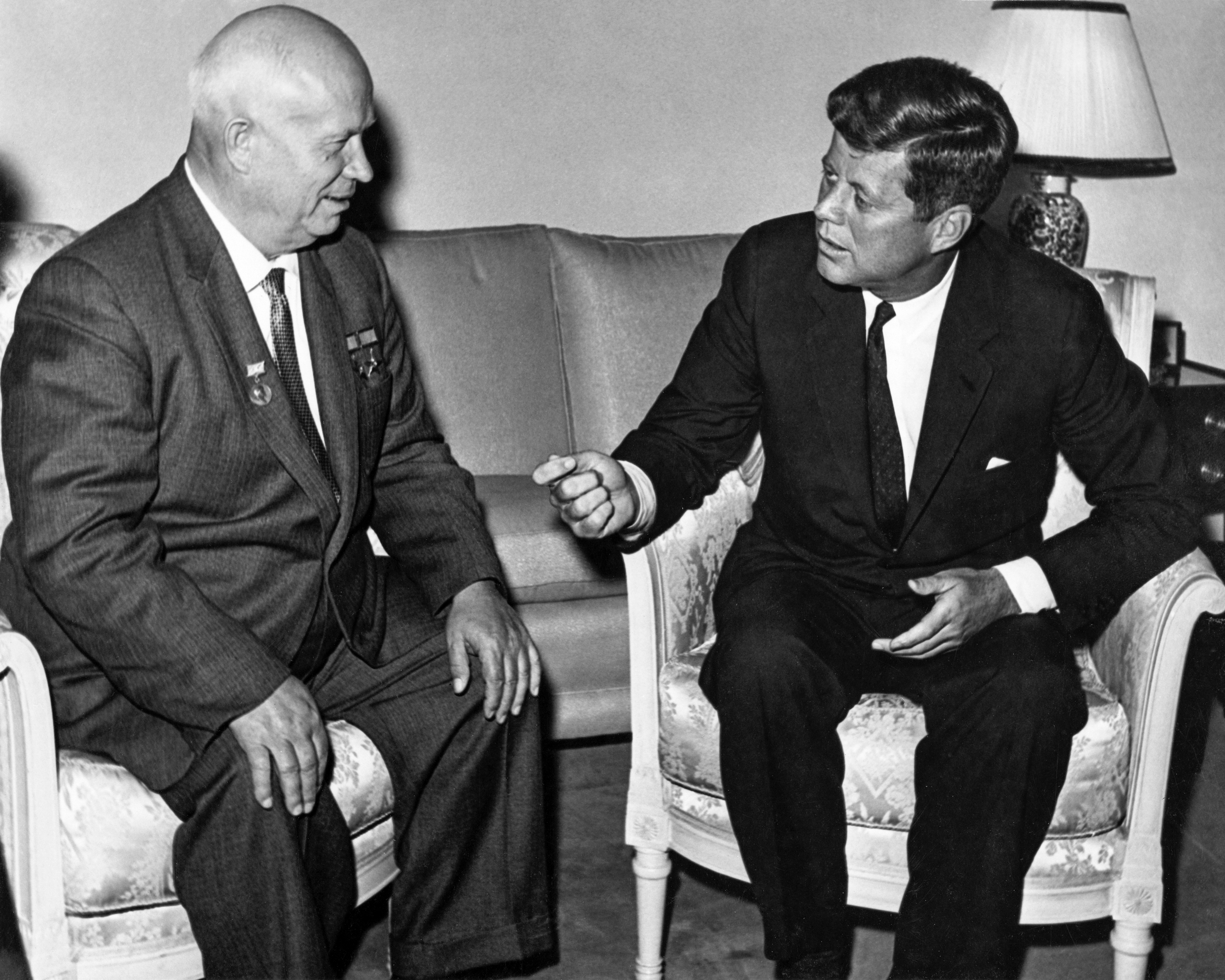
Chruščëv e John F. Kennedy, a Vienna, nel giugno 1961

La morte di Stalin nel 1953 scatenò una nuova lotta per il potere che vide Nikita Chruščёv come vincitore. Sotto la sua guida l'Unione Sovietica fu protagonista dell'appoggio al processo di liberazione delle nazioni africane e asiatiche dalla dominazione coloniale europea e statunitense, intervenendo ad esempio, nel 1956, a difesa dell'Egitto di Nasser, minacciato di aggressione militare da parte di Francia e Regno Unito per la sua decisione di nazionalizzare la Compagnia del Canale di Suez (con la conseguente crisi di Suez).
Uno dei momenti peggiori nelle relazioni tra Stati Uniti ed Unione Sovietica fu la crisi dei missili di Cuba, quando Chruščёv, dopo avere saputo della presenza di missili balistici nucleari statunitensi sul suolo di Italia e Turchia, iniziò a installare missili nucleari a medio raggio in difesa dell'isola di Cuba, che aveva proclamato il carattere socialista della rivoluzione vittoriosa nel 1959 ed era stata attaccata nell'aprile 1961, con lo sbarco nella baia dei Porci delle forze contro-rivoluzionarie provenienti dal territorio statunitense su mandato dell'amministrazione statunitense. L'elevata tensione raggiunta tra le due potenze, che per giorni tenne il mondo sull'orlo della guerra atomica, si risolse in un accordo comprendente lo smantellamento delle postazioni missilistiche sovietiche in territorio cubano. Come contropartita l'Unione Sovietica ottenne l'impegno statunitense a non aggredire mai la Repubblica di Cuba e lo smantellamento dei missili statunitensi Jupiter dispiegati dal 1960 nelle dieci basi italiane delle Murge, tra Basilicata e Puglia, e nelle cinque basi in Turchia. La parte dell'accordo concernente i missili statunitensi non venne all'epoca resa nota al pubblico.
Chruščёv, che per tutto il suo periodo al potere oscillò tra i poli opposti di una radicale "destalinizzazione" (conosciuta come distensione) e di una difesa del vecchio ordine (come nel caso dell'invasione dell'Ungheria durante la rivoluzione del 1956), fu rimosso nel 1964 da un blitz interno al partito, guidato da Leonid Brežnev, che prese il potere e governò fino alla morte nel 1982. Questo evento inaugurò quella che sarebbe stata conosciuta negli anni seguenti come il periodo della "stagnazione".

### Perestrojkaeglasnost'
Dopo la prematura scomparsa di Jurij Vladimirovič Andropov e il breve interregno di Konstantin Ustinovič Černenko – esponente della vecchia guardia del partito ed ex braccio destro di Breznev – negli anni ottanta il nuovo presidente Michail Gorbačëv riformò drasticamente il sistema politico sovietico con il suo programma detto glasnost'.
Il complesso delle sue riforme politiche ed economiche, conosciuto con il nome di perestrojka ("ristrutturazione"), portò a forti alterazioni in direzione dell'autogestione della pianificazione centralizzata, causando il rapido collasso dell'economia e pesanti disfunzioni nelle filiere produttive. In politica estera la nuova direzione sovietica negoziò con gli Stati Uniti una riduzione degli armamenti, in un'ottica di riavvicinamento che avrebbe di lì a poco significato la fine del socialismo reale.
Sostenuta da Gorbačëv, la promozione nel 1985 di Aleksandr Nikolaevič Jakovlev a capo del dipartimento per la propaganda del Comitato centrale, e l'anno successivo a segretario della propaganda, segna un profondo cambiamento nel rapporto tra partito e mass media sovietici, i quali vengono esortati alla critica serrata contro il PCUS.
L'amministrazione Gorbačëv, con la cosiddetta "dottrina Sinatra", si propose d'instaurare un nuovo atteggiamento di "non ingerenza" verso gli altri Paesi socialisti dell'Europa orientale. Di fatto questa situazione permise una quasi immediata transizione politica che, tra la fine del 1989 e la prima metà del 1990, avrebbe portato al disfacimento del blocco orientale e alla transizione degli Stati che ne avevano fatto parte all'economia di mercato.
I Paesi baltici (Estonia, Lettonia e Lituania), invasi da Stalin prima dello scoppio della seconda guerra mondiale ed annessi con la forza nel dopoguerra all'Unione Sovietica, videro prevalere al loro interno un forte senso di nazionalismo, che li avrebbe portati a richiedere e ottenere l'indipendenza, prima ancora che la stessa Unione Sovietica si sfaldasse. La Germania Est, dopo la caduta del Muro di Berlino, si staccò dall'influenza sovietica e, sulla spinta della direzione di Gorbačëv che aveva sostituito, con i buoni uffici di Mosca, Erich Honecker e la vecchia direzione della SED, nel 1990 venne unita alla Repubblica Federale Tedesca (Germania Ovest).
Il 28 giugno 1991 venne dichiarato sciolto il Consiglio di mutua assistenza economica e il 1º luglio il Patto di Varsavia; questi due eventi sancirono quantomeno simbolicamente la fine dell'influenza della Russia sovietica nell'Europa orientale e preclusero agli eventi del mese successivo.

### Dissoluzione

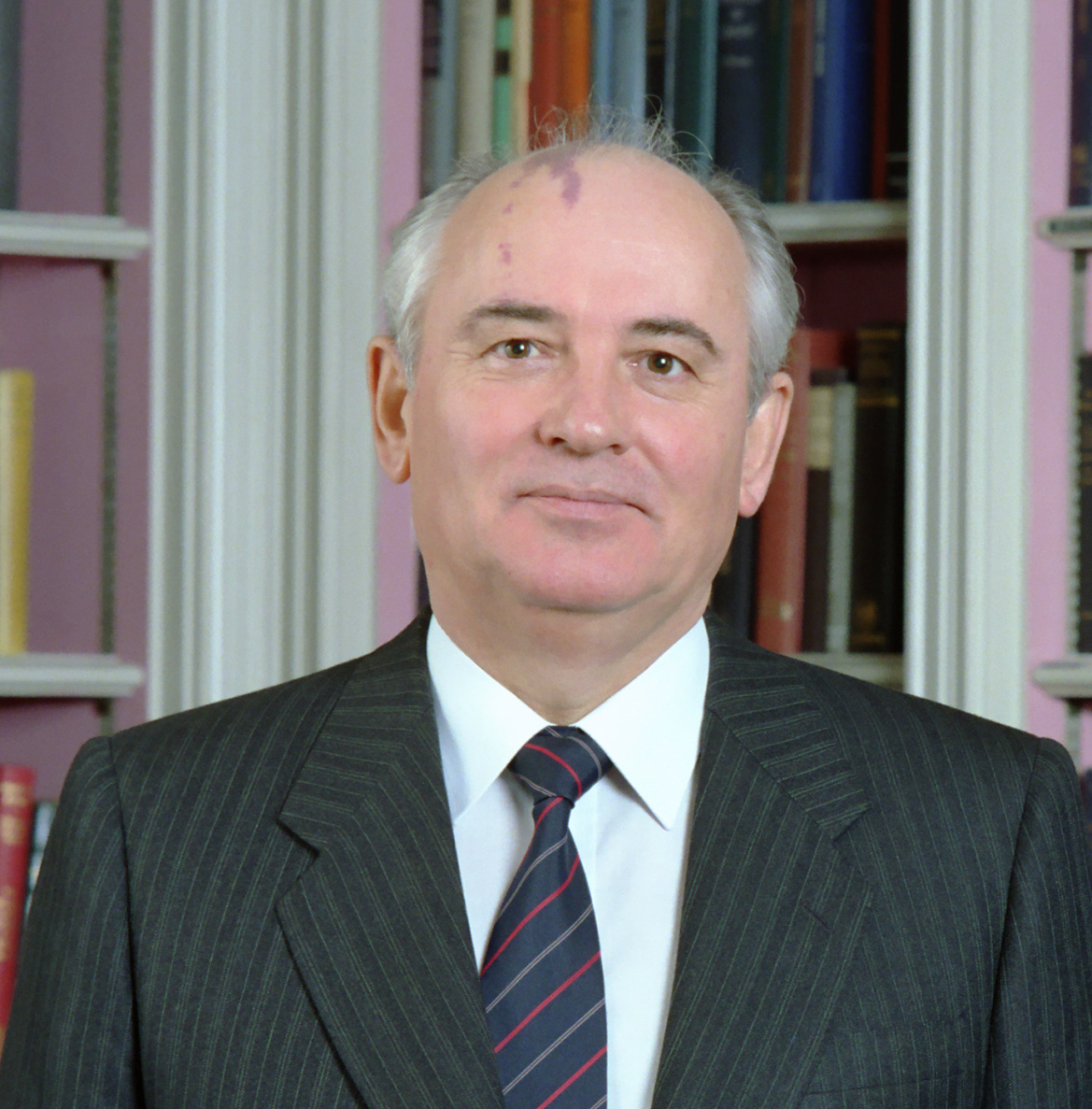
L'ultimo presidente sovietico Michail Gorbačëv

Nell'agosto 1991 (fra il 19 e il 21) l'Unione Sovietica si dissolse dopo un fallito colpo di Stato, tentato da alcuni elementi dei vertici militari e dello Stato (Janaev, Jazov ed altri), che osteggiavano la direzione verso cui Gorbačëv stava guidando la nazione e il nuovo patto federativo delle repubbliche sovietiche che doveva essere siglato dopo poche settimane.
Settori politici liberisti e filo-occidentali guidati da Boris El'cin usarono il colpo di Stato come pretesto per mettere in un angolo Gorbačëv, bandendo il Partito Comunista e dividendo l'Unione Sovietica. L'8 dicembre 1991 i presidenti di Russia, Ucraina e Bielorussia firmarono a Belaveža l'accordo che sanciva la dissoluzione dello Stato sovietico.
In seguito l'Unione Sovietica venne sciolta formalmente dal Soviet delle Repubbliche del Soviet Supremo il 26 dicembre 1991. Il giorno prima Gorbačëv aveva rassegnato le proprie dimissioni da presidente dell'Unione Sovietica. Il 1º gennaio 1992 la Russia ufficializzò l'indipendenza dall'URSS, decretandone la fine vera e propria.
L'11 marzo 1990 la Lituania aveva dichiarato la propria indipendenza. La seguirono, nel corso del 1991, prima le Repubbliche baltiche e poi le altre Repubbliche sovietiche:
- 9 aprile - Georgia
- 20 agosto - Estonia
- 21 agosto - Lettonia
- 24 agosto - Ucraina
- 25 agosto - Bielorussia
- 27 agosto - Moldavia
- 30 agosto - Azerbaigian
- 31 agosto - Kirghizistan
- 1º settembre - Uzbekistan
- 9 settembre - Tagikistan
- 21 settembre - Armenia
- 18 ottobre - Azerbaigian
- 27 ottobre - Turkmenistan
- 12 dicembre - Russia
- 16 dicembre - Kazakistan

L'eredità politica e militare dell'Unione Sovietica fu raccolta dalla Federazione Russa, tanto da subentrarle già nel 1991 nelle Nazioni Unite e nel suo Consiglio di sicurezza come membro permanente.

## Politica

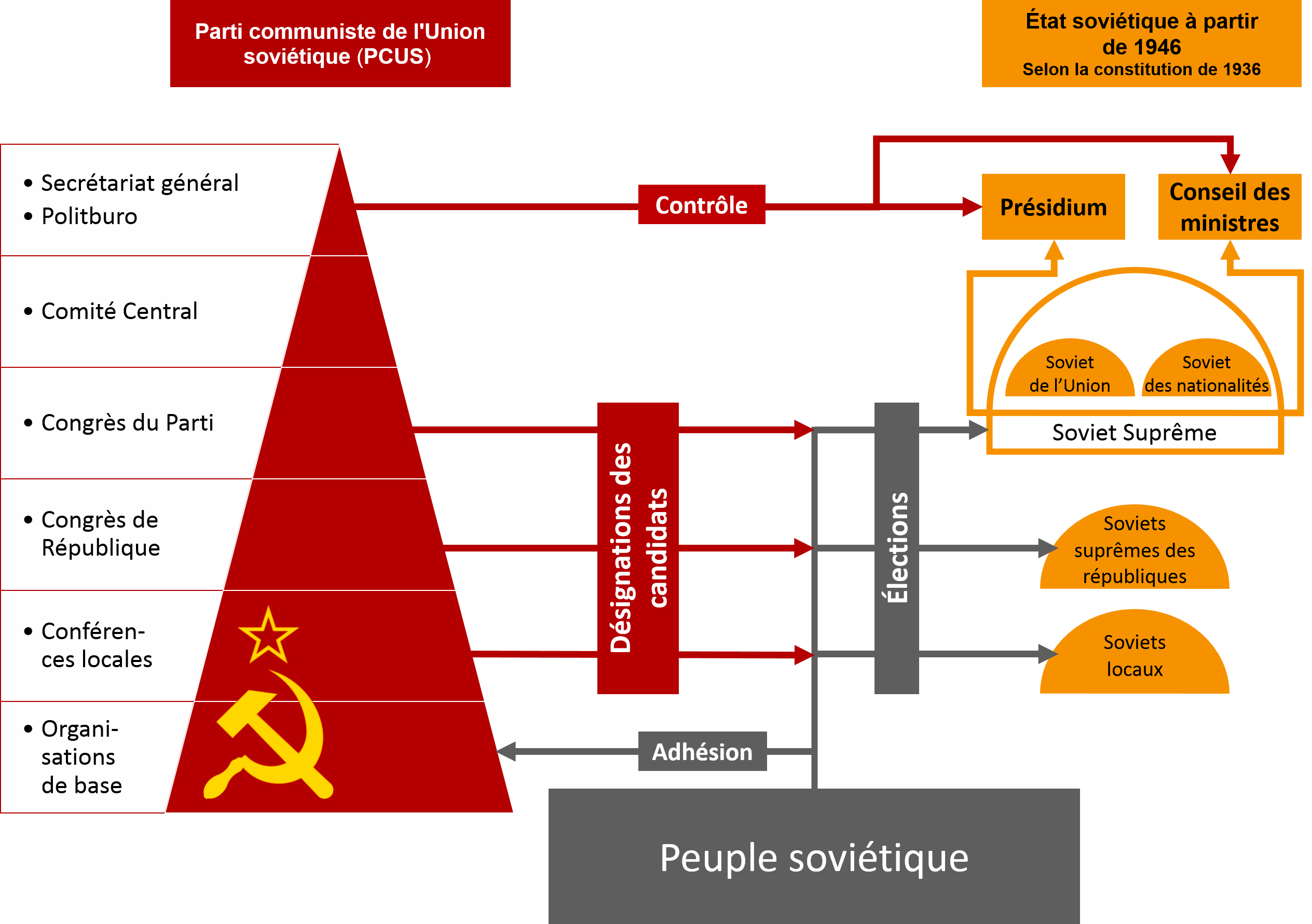
Organizzazione politica e istituzionale dell'URSS, secondo la Costituzione del 1936 e del 1977.

### Politica interna
Tutto il potere formalmente era detenuto dal popolo, che lo esercitava tramite i Soviet, assemblee popolari che rappresentavano il proletariato nel governo centrale. Essi potevano delegare secondo criteri di differenziazione del lavoro e delle funzioni, ma venivano rifiutati i principi della separazione dei poteri e del multipartitismo, esistenti nelle democrazie liberali. I Soviet, da quelli centrali ai singoli Soviet territoriali, costituivano il sistema unitario degli organi del potere statale, e la loro azione era diretta dal Partito Comunista attraverso le proprie apposite sezioni organizzate presso i Soviet di tutti i livelli.
Tra il 1922 e il 1938 al vertice del sistema dei Soviet era collocato il Congresso dei Soviet dell'URSS, le cui funzioni, nei periodi fra una sessione e l'altra, erano esercitate dal Comitato esecutivo centrale (CEC) e dal suo Presidium. Dopo l'approvazione della nuova Costituzione del 1936, venne istituito il Soviet Supremo dell'URSS. Suddiviso in due camere, una delle quali finalizzata alla tutela di tutte le nazionalità del Paese, eleggeva al proprio interno il Presidium del Soviet Supremo.
Nel 1988, in fase di perestrojka, vennero istituiti come organi rappresentativi il Congresso dei deputati del popolo dell'URSS e quelli delle Repubbliche federate, che eleggevano al proprio interno il Soviet Supremo dell'URSS e delle singole Repubbliche. Nel marzo 1990 venne inoltre creata la figura del Presidente dell'Unione Sovietica.
Le funzioni esecutive e amministrative erano delegate al Governo: fino al 1946 esso era organizzato nel Consiglio dei commissari del popolo (Sovnarkom) dell'URSS, a cui facevano capo i Commissariati del popolo (Narkomat). Successivamente, con legge costituzionale approvata dal Soviet Supremo dell'URSS, sia a livello centrale che repubblicano il Consiglio dei commissari del popolo venne riorganizzato in Consiglio dei ministri (Sovmin) e i Commissariati in Ministeri.
Con la dissoluzione dell'Unione Sovietica gli organismi centrali cessarono la propria attività, mentre quelli di livello repubblicano furono successivamente soppressi o riorganizzati al livello dei nuovi Stati indipendenti.

### Politica estera
L'Unione Sovietica mantenne la politica espansionista ereditata dal regime zarista: nel 1939 dopo la firma del patto Molotov-Ribbentrop ci fu l'attacco alla Polonia e alla Finlandia. L'anno successivo, l'annessione di Estonia, Lettonia e Lituania e della regione rumena della Bessarabia, Moldavia.
Finita la seconda guerra mondiale, l'URSS elaborò e prese la guida del Patto di Varsavia in cui riunì i nuovi Stati socialisti dell'Europa orientale, creati dopo la conclusione del conflitto (ad esclusione della Jugoslavia). Le relazioni fra Repubblica Popolare Cinese e l'Albania Comunista di Enver Hoxha, peggiorarono dopo la morte di Stalin (5 marzo 1953), con la nuova linea politica di Nikita Chruščëv,ossia della modifica del sistema economico e il processo di de-stalinizzazione attuata dal nuovo leader sovietico. La Cina e l'Albania rimasero ancorate ai valori staliniani.
L'Albania uscì dal patto di Varsavia e attuò una propaganda anti-sovietica mentre la Cina continuò le relazioni non in maniera eccellente, con periodi di crisi, come nel 1969 con gli scontri russo-cinesi lungo il confine dell'Ussuri. Dopo la Rivoluzione Cubana del 1959, iniziarono ottimi rapporti fra Cuba e l'URSS, che divenne il nuovo partner economico dell'isola dopo l'embargo statunitense, alleanza che rimase anche dopo la crisi dei missili di Cuba, che vide il peggioramento delle relazioni fra USA e URSS, che stavano proprio in quel periodo migliorando grazie all'amministrazione fra il presidente statunitense John F. Kennedy e Nikita Chruščëv. Dopo la crisi dei missili di Cuba venne stabilita la Linea Rossa, una linea telefonica tra il Cremlino e la Casa Bianca. L'ultimo conflitto che l'URSS combatté fu quello in Afghanistan nel 1979, dove intervenne militarmente al fine di favorire la nomina di Babrak Karmal quale presidente della Repubblica dell'Afghanistan.

## Leader storici dell'Unione Sovietica

### Segretari generali del PCUS (leader del partito e dirigenti de facto del governo bolscevico)
1. Vladimir Lenin (1922-1924)
2. Iosif Stalin (1924-1953)
3. Georgij Malenkov (7-14 marzo 1953)
4. Nikita Chruščëv (1953-1964)
5. Leonid Brežnev (1964-1982)
6. Jurij Vladimirovič Andropov (1982-1984)
7. Konstantin Černenko (1984-1985)
8. Michail Gorbačëv (1985-1991)

### Presidenti del Presidium del Soviet Supremo
La carica, che comportava funzioni di Capo dello Stato, fu soppressa nel 1989, sostituita da quella di Presidente del Soviet Supremo. Nel 1990 fu infine istituito il ruolo di Presidente dell'Unione Sovietica.
1. Mikhail Kalinin (1938-18 marzo 1946)
2. Nikolaj Svernik (1946-6 marzo 1953)
3. Kliment Vorošilov (1953-1960)
4. Leonid Brežnev (1960-1964)
5. Anastas Mikojan (1964-1965)
6. Nikolaj Podgornyj (1965-1977)
7. Leonid Brežnev (1977-1982)
8. Vasilij Kuznecov (1982-1983)
9. Jurij Vladimirovič Andropov (1983-9 febbraio 1984)
10. Vasilij Kuznecov (1984)
11. Konstantin Černenko (1984-1985)
12. Andrej Gromyko (1985-1988)
13. Michail Gorbačëv (1988-1989; poi Presidente del Soviet Supremo e Presidente dell'URSS)

### Presidenti del Consiglio dei commissari del popolo
1. Lenin (30 dicembre 1922-21 gennaio 1924)
2. Aleksej Rykov (1924-1930)
3. Vjačeslav Molotov (1930-6 maggio 1941)
4. Stalin (1941-1946)

### Presidenti del Consiglio dei ministri
1. Stalin (1946-1953)
2. Georgij Malenkov (6 marzo 1953-8 febbraio 1955)
3. Nikolaj Bulganin (1955-1958)
4. Nikita Chruščëv (1958-1964)
5. Aleksej Kosygin (1964-1980)
6. Nikolaj Tichonov (1980-1985)
7. Nikolaj Ryžkov (1985-1991)
8. Valentin Pavlov (14 gennaio-22 agosto 1991)
9. Ivan Silaev (6 settembre-26 dicembre 1991)

## Repubbliche
1. RSS Armena
2. RSS Azera
3. RSS Bielorussa
4. RSS Estone
5. RSS Georgiana
6. RSS Kazaka
7. RSS Kirghisa
8. RSS Lettone
9. RSS Lituana
10. RSS Moldava
11. RSFS Russa
12. RSS Tagika
13. RSS Turkmena
14. RSS Ucraina
15. RSS Uzbeka

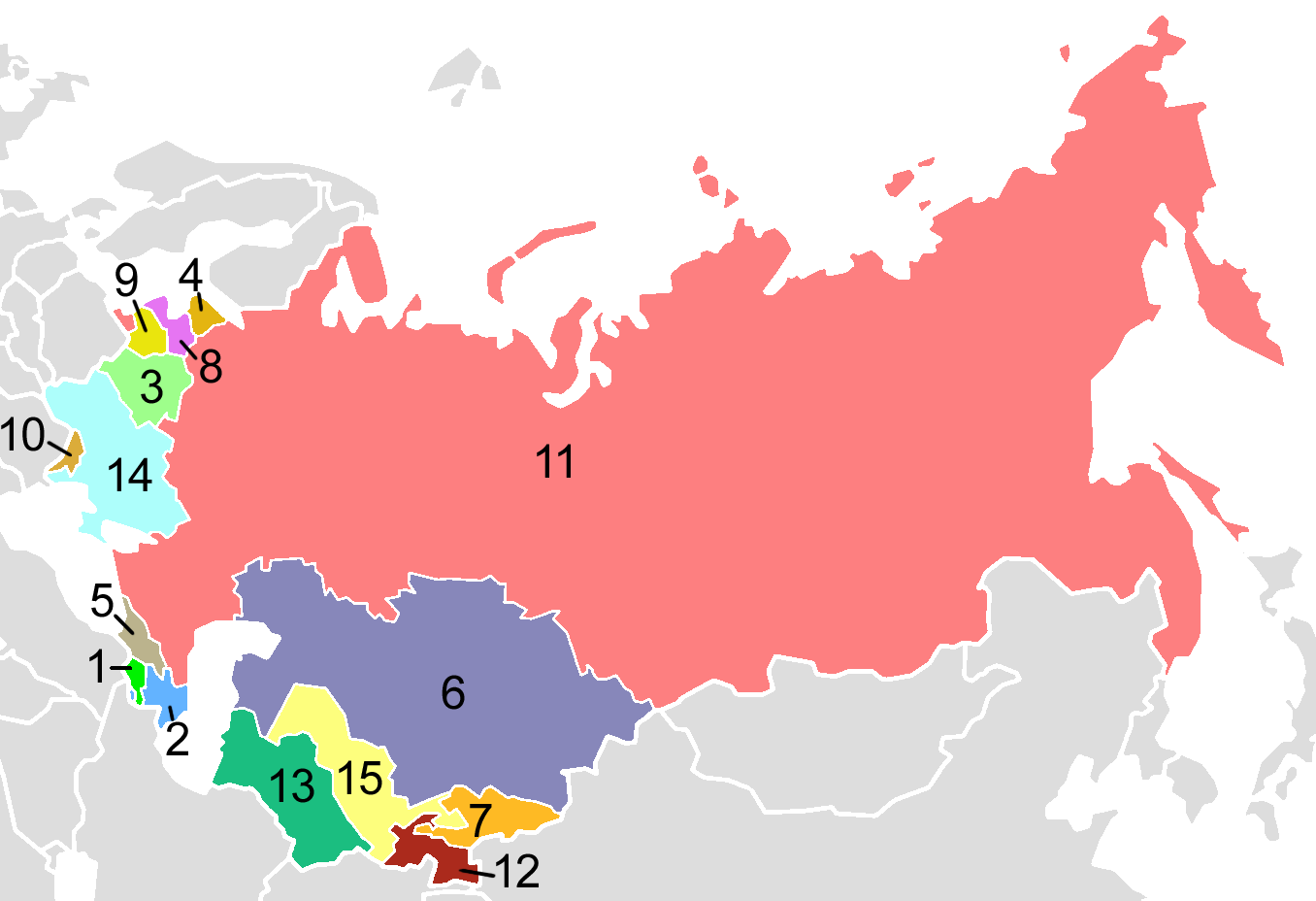
Mappa delle repubbliche sovietiche

Nei decenni finali della sua esistenza l'Unione Sovietica era costituita da quindici Repubbliche Socialiste Sovietiche (RSS). La tabella contiene l'evoluzione delle repubbliche sovietiche, gli Stati attuali e l'anno della loro adesione a organismi sovranazionali.
| Repubblica dell'Unione Sovietica | Repubblica dell'Unione Sovietica | Repubblica dell'Unione Sovietica | Repubblica dell'Unione Sovietica    | Stato attuale | CSI       | NATO | EU   | EURASEC | GUAM      | OSC  |
| -------------------------------- | -------------------------------- | -------------------------------- | ----------------------------------- | ------------- | --------- | ---- | ---- | ------- | --------- | ---- |
| RSFS Russa                       | 1922-1956                        | RSFS Russa                       | 1956-1991                           | Russia        | 1991      | –    | –    | 2002    | –         | 1996 |
| RSS Carelo-Finlandese            | 1940-1956                        | RSFS Russa                       | 1956-1991                           | Russia        | 1991      | –    | –    | 2002    | –         | 1996 |
| RSS Bielorussa                   | RSS Bielorussa                   | RSS Bielorussa                   | 1922-1991                           | Bielorussia   | 1991      | –    | –    | 2002    | –         | –    |
| RSS Estone                       | RSS Estone                       | RSS Estone                       | 1940-1941 1944-1991 per occupazione | Estonia       | –         | 2004 | 2004 | –       | –         | –    |
| RSS Lettone                      | RSS Lettone                      | RSS Lettone                      | 1940-1941 1944-1991 per occupazione | Lettonia      | –         | 2004 | 2004 | –       | –         | –    |
| RSS Lituana                      | RSS Lituana                      | RSS Lituana                      | 1940-1941 1944-1991 per occupazione | Lituania      | –         | 2004 | 2004 | –       | –         | –    |
| RSS Moldava                      | RSS Moldava                      | RSS Moldava                      | 1940-1991                           | Moldavia      | 1991      | –    | –    | Oss.    | 1997      | –    |
| RSS Ucraina                      | RSS Ucraina                      | RSS Ucraina                      | 1922-1991                           | Ucraina       | 1991-2018 | –    | –    | Oss.    | 1997      | –    |
| RSFS Transcaucasica 1922-1936    | RSS Armena                       | RSS Armena                       | 1936-1991                           | Armenia       | 1991      | –    | –    | Oss.    | –         | –    |
| RSFS Transcaucasica 1922-1936    | RSS Azera                        | RSS Azera                        | 1936-1991                           | Azerbaigian   | 1991      | –    | –    | –       | 1997      | –    |
| RSFS Transcaucasica 1922-1936    | RSS Georgiana                    | RSS Georgiana                    | 1936-1991                           | Georgia       | 1993-2008 | –    | –    | –       | 1997      | –    |
| RSS Kazaka                       | RSS Kazaka                       | RSS Kazaka                       | 1936-1991                           | Kazakistan    | 1991      | –    | –    | 2002    | –         | 1996 |
| RSS Kirghiza                     | RSS Kirghiza                     | RSS Kirghiza                     | 1936-1991                           | Kirghizistan  | 1991      | –    | –    | 2002    | –         | 1996 |
| RSS Tagika                       | RSS Tagika                       | RSS Tagika                       | 1929-1991                           | Tagikistan    | 1991      | –    | –    | 2002    | –         | 1996 |
| RSS Turkmena                     | RSS Turkmena                     | RSS Turkmena                     | 1925-1991                           | Turkmenistan  | 1991      | –    | –    | –       | –         | –    |
| RSS Uzbeka                       | RSS Uzbeka                       | RSS Uzbeka                       | 1925-1991                           | Uzbekistan    | 1991      | –    | –    | –       | 1999-2005 | 2001 |

## Geografia

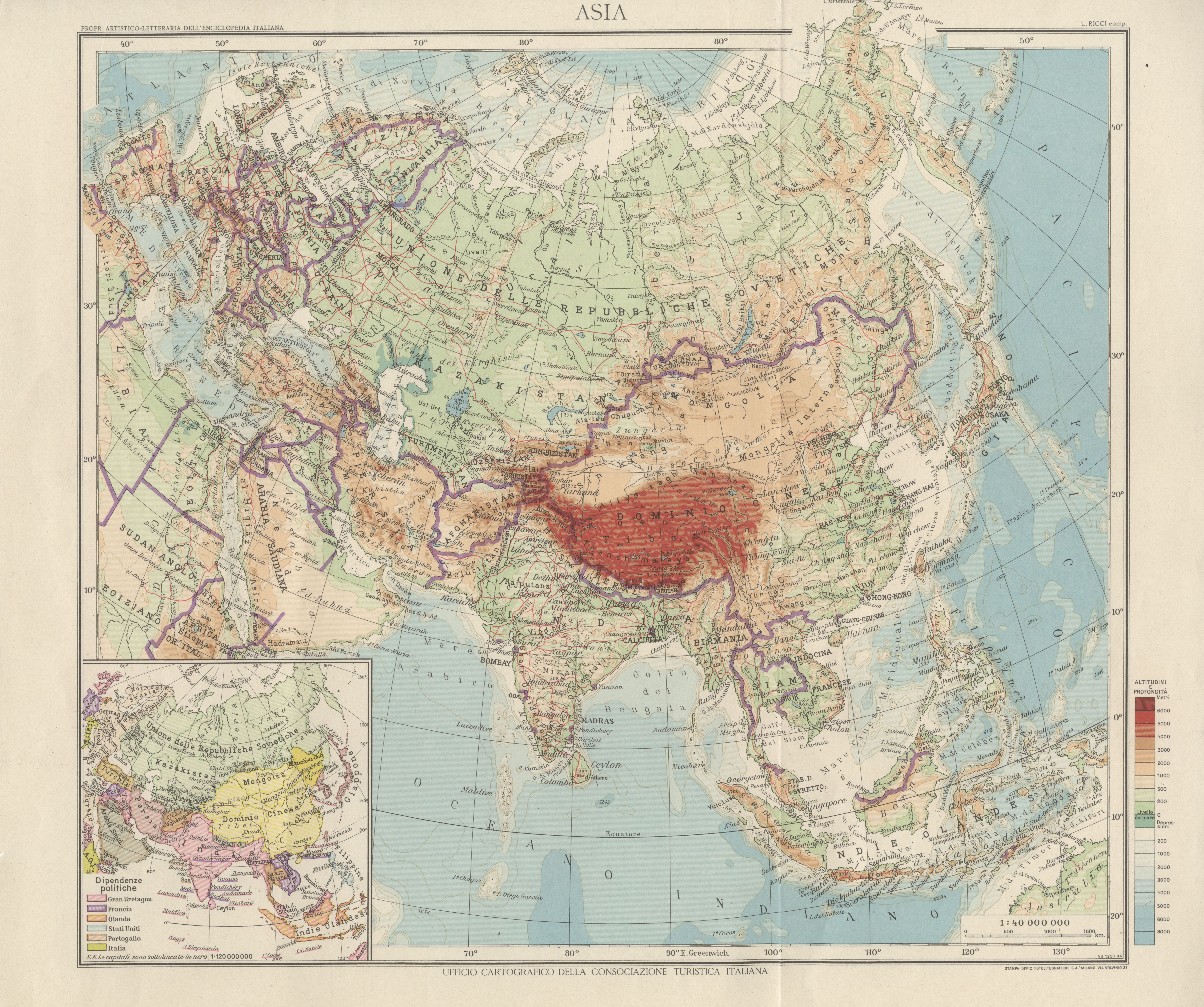
Continente asiatico nel 1937

L'Unione Sovietica copriva un'area totale di 22402200 km² (in totale circa un sesto delle terre emerse del pianeta) e si estendeva su undici fusi orari. Rispetto alla sua estensione originaria del 1917, durante e in seguito alla seconda guerra mondiale si espanse con l'occupazione forzata dei Paesi baltici nel 1940, più l'annessione della Carelia (precedentemente appartenente alla Finlandia), di un quarto della Prussia orientale (precedentemente appartenente alla Germania), della metà orientale della Polonia (annessa nel 1940 grazie al patto Molotov-Ribbentrop), della Bessarabia (precedentemente appartenente alla Romania), e dell'estremità orientale della Cecoslovacchia (Rutenia subcarpatica). Il territorio sovietico si estendeva per 5571000 km² in Europa e 16831000 km² in Asia. Nel periodo più recente confinava con 12 stati, di cui sei stati europei: Norvegia, Finlandia, Polonia, Cecoslovacchia, Ungheria e Romania; e sei stati asiatici: Turchia, Iran, Afghanistan, Cina, Mongolia e Corea del Nord. Il suo confine più ampio era quello con la Cina, più di 5900 km, mentre quello più piccolo era con la Corea del Nord, appena 22,1 km. In Europa il suo confine più ampio era quello con la Finlandia, 1340 km, mentre il più piccolo era con la Cecoslovacchia, 97 km. I mari su cui si affacciava il paese erano molti: il Mar Nero, il Mar d'Azov, il Mar Caspio, Il Mar Baltico, Il Mar Bianco, Il Mar Glaciale Artico (Mare di Barents, Mare di Kara, Mare di Laptev, Mare della Siberia Orientale, Mare dei Čukči) e l'Oceano Pacifico (Mare di Okhotsk, Mare di Bering, Mar del Giappone). L'Unione Sovietica possedeva tutta l'Asia Centrale, una buona porzione della regione baltica (circa 650 km²), l'intero Caucaso e l'intera Siberia.
L'Unione Sovietica era composta da quindici repubbliche e a fine anni ottanta contava oltre 290 milioni di abitanti, di cui 221 milioni d'abitanti vivevano in Europa e i restanti 69 milioni vivevano in Asia. Era un mosaico di popoli di oltre cento diverse nazionalità differenti tra loro per origine, storia, cultura, tradizioni e caratteristiche fisiche. Fra i tanti gruppi etnici appartenenti all'etnia dei bianchi e dei mongolidi predominava quello degli slavi, che raggruppava più del 75% della popolazione.

## Economia

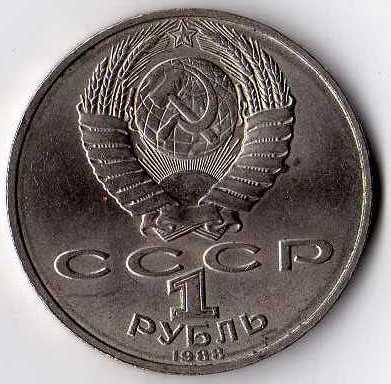
Un rublo sovietico

L'Unione Sovietica fu la prima nazione a basare la sua economia sui principi del socialismo in cui lo Stato possedeva la maggior parte dei mezzi di produzione e l'agricoltura era collettivizzata.
Dai primi articoli della costituzione del 1936 si ha un'idea precisa di come funzionava il sistema economico in Unione Sovietica:
ARTICOLO 5 - La proprietà socialista nell'Unione Sovietica ha la forma di proprietà di Stato oppure la forma di proprietà cooperativa.
ARTICOLO 6 - La terra, il sottosuolo, le acque, i boschi, le officine, le fabbriche, le miniere, le cave, i trasporti ferroviari, acquei e aerei, le banche, i mezzi di comunicazione, le grandi aziende agricole organizzate dallo Stato e così pure le aziende comunali e la parte fondamentale del patrimonio edilizio nelle città e nei centri industriali sono proprietà dello Stato sovietico.
ARTICOLO 7 - Le aziende sociali dei kolchoz e delle organizzazioni cooperative, con le loro scorte vive e morte, la produzione fornita dai colcos e dalle organizzazioni cooperative, come pure i loro immobili sociali, sono proprietà socialista, dei kolchoz e delle organizzazioni cooperative. In conformità con lo statuto dell'artel agricolo, ogni famiglia appartenente a un kolchoz, oltre al provento fondamentale dell'economia collettiva del kolchoz, ha in godimento personale un piccolo appezzamento di terreno attinente alla casa e ha in proprietà personale l'impresa ausiliaria impiantata su tale appezzamento, la casa d'abitazione, bestiame produttivo, animali da cortile e l'attrezzamento agricolo minuto.
ARTICOLO 8 - La terra occupata dai kolchoz viene loro attribuita in godimento gratuito e per una durata illimitata, cioè in perpetuo.
ARTICOLO 9 - Accanto al sistema socialista dell'economia, che è la forma economica dominante nell'Unione Sovietica, è ammessa dalla legge la piccola azienda privata dei contadini non associati e degli artigiani, fondata sul lavoro personale, escludente lo sfruttamento del lavoro altrui.
ARTICOLO 10 - Il diritto di proprietà personale dei cittadini sui proventi del loro lavoro e sui loro risparmi, sulla casa di abitazione e sull'impresa domestica ausiliaria, sugli oggetti dell'economia domestica e di uso quotidiano, sugli oggetti di consumo e di comodo personale, come pure il diritto di eredità della proprietà personale dei cittadini – sono tutelati dalla legge.
ARTICOLO 11 - La vita economica dell'Unione Sovietica viene determinata e diretta da un piano statale dell'economia nazionale, allo scopo di aumentare la ricchezza sociale, di elevare costantemente il livello di vita materiale e culturale dei lavoratori, di consolidare l'indipendenza dell'Unione Sovietica e di rafforzare la sua capacità di difesa.»
(Dalla Costituzione dell'Unione Sovietica)

### Caratteristiche generali
Prodotto nazionale lordo nel 1989: 2 659,5 miliardi di $, pro capite 9211 $; tasso di crescita reale 1,4% (stima 1989 basata su statistiche sovietiche; stima soggetta a maggior incertezza per riduzione di contenuti nei rapporti statistici sovietici)
Il tasso di inflazione, sui prezzi al consumo, si aggirava intorno al 6% con una disoccupazione ufficialmente nulla.

#### La contabilità nazionale

Il PMN pro-capite delle varie repubbliche sovietiche, al 1990. SI notano le repubbliche baltiche ben al di sopra della media.

A partire dagli anni '20-'30 si sviluppò in Unione Sovietica un metodo di calcolo del valore dell'economia alternativo al PIL: il Prodotto materiale netto (o Net Material Product, abbreviato in NMP).

### Commercio
L'URSS faceva parte del COMECON, l'organizzazione commerciale dei paesi socialisti.

#### Esportazioni
Le esportazioni costituivano un flusso di denaro pari a 110,7 miliardi di dollari nel 1988, costituite principalmente da greggio e prodotti petroliferi, gas naturale, metalli, legno, prodotti agricoli e manufatti. I principali partner erano: l'Europa orientale con il 49% delle esportazioni, la comunità europea con il 14% delle esportazioni e Cuba con il 5%. Partner minoritari ma rilevanti erano USA e Afghanistan.

#### Importazioni
Le importazioni costituivano nel 1988 un flusso di merci pari a 107,3 miliardi di dollari, composte principalmente da derrate agricole, macchinari, prodotti in acciaio e beni di consumo. I principali partner erano: l'Europa orientale che costituiva il 54% delle importazioni e la comunità europea con l'11%, partner minoritari ma degni di nota erano Cuba, Cina e USA.

### Debito estero
Un debito estero di 27,3 miliardi di dollari nel 1988.

### Energia elettrica
Potenza installata 355 milioni di kW, 1 790 000 milioni di kWh prodotti, 6 150 kWh pro capite (1989).

### Settore primario
Rappresenta circa il 20% del PIL e della forza lavoro, basato principalmente su produzione agricole in grandi campi collettivi, secondo produttore mondiale di cereali e primo produttore di legname. La pesca catturava 11,2 milioni di pescato nel 1987.

### Valuta
La valuta era il rublo sovietico, il quale era diviso in 100 copechi; il tasso di cambio ufficiale oscillava tra 0,6 e 0,84 rubli per dollaro statunitense, il cambio tra rublo e dollaro per i turisti occidentali in visita e per i turisti sovietici in vacanza all'estero era stato fissato il primo novembre 1989 a 6,26 rubli per dollaro.

## Salute
Il Narkomzdrav, il Commissariato del Popolo per la Salute, è stato istituito nel 1918. Sotto la guida di Nikolai Semashko, un medico di formazione, il Narkomzdrav sviluppa un sistema sanitario unificato a livello nazionale - il primo al mondo. Gratuito e universale, questo sistema si basa su un'organizzazione a più livelli dell'assistenza sanitaria, secondo la gravità delle malattie, chiamata sistema Semashko.
Particolare attenzione è rivolta alla prevenzione delle malattie infettive. Già nel 1922 fu creata un'organizzazione di sorveglianza sanitaria ed epidemiologica - la Sanepid - con squadre di intervento che operavano in tutto il paese, dai villaggi alle imprese. Insieme alla vaccinazione di massa, questa sorveglianza ha permesso all'URSS di eliminare malattie come la tubercolosi e la malaria. L'aspettativa di vita, che non superava i 31 anni alla fine del XIX secolo in Russia, ha raggiunto i 69 anni all'inizio degli anni '60, quando i sovietici hanno raggiunto i paesi occidentali.

## Demografia

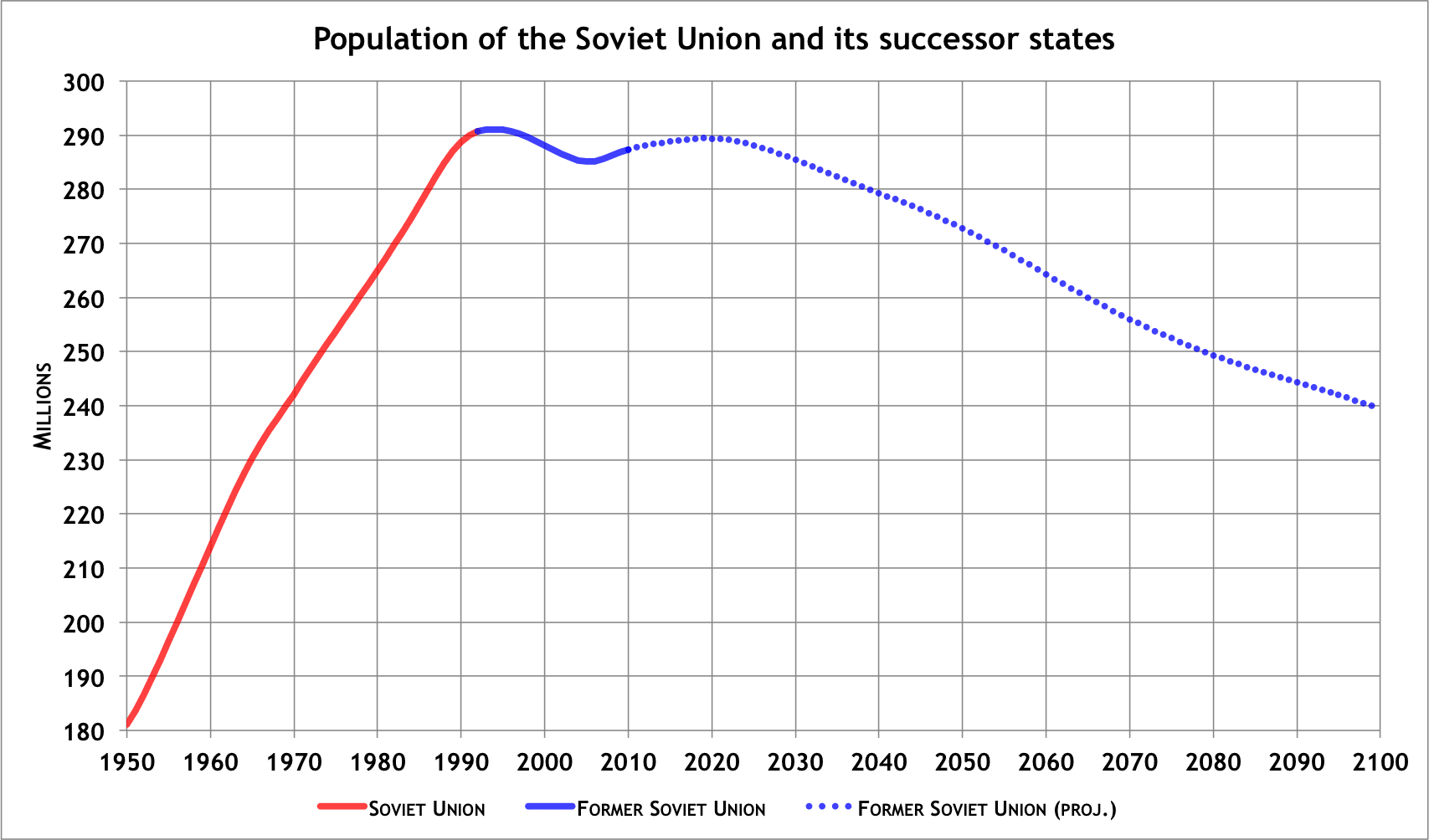
Popolazione dell'Unione Sovietica (in rosso) e degli Stati post-sovietici (in blu) dal 1961 al 2009

L'Unione Sovietica fu una delle nazioni più diversificate del mondo dal punto di vista etnico, con oltre cento distinte etnie nazionali che vivevano all'interno dei suoi confini. La popolazione totale venne stimata a 293 milioni nel 1991. Secondo una stima del 1990, la maggioranza degli abitanti erano etnicamente Russi (50,78%), seguiti dagli Ucraini (15,45%) e dagli Uzbechi (5,84%).
L'Unione Sovietica era talmente estesa che anche dopo che tutte le sue repubbliche ottennero l'indipendenza la Russia rimase la più grande nazione per superficie ed è ancora abbastanza differenziata dal punto di vista etnico, comprendendo ad esempio minoranze di tatari, udmurti e molte altre etnie non russe.
| Repubblica       | Popolazione della Repubblica 1979 | 1989        | % pop. urbana 1979 | Titolari di nazionalità 1989 | Russi 1989 |
| ---------------- | --------------------------------- | ----------- | ------------------ | ---------------------------- | ---------- |
| Unione Sovietica | 262 436 000                       | 286 717 000 | 67                 | -                            | 51,4       |
| RSFS Russa       | 137 551 000                       | 147 386 000 | 74                 | 81,3                         | 81,3       |
| RSS Ucraina      | 49 755 000                        | 51 704 000  | 68                 | 72,7                         | 22,1       |
| RSS Bielorussa   | 9 560 000                         | 10 200 000  | 67                 | 77,9                         | 13,2       |
| RSS Moldava      | 3 947 000                         | 4 341 000   | 47                 | 64,5                         | 13,0       |
| RSS Azera        | 6 028 000                         | 7 029 000   | 54                 | 82,7                         | 5,6        |
| RSS Georgiana    | 5 015 000                         | 5 449 000   | 57                 | 70,1                         | 6,3        |
| RSS Armena       | 3 031 000                         | 3 283 000   | 68                 | 93,3                         | 1,6        |
| RSS Uzbeka       | 15 391 000                        | 19 906 000  | 42                 | 71,4                         | 8,3        |
| RSS Kazaka       | 14 685 000                        | 16 538 000  | 57                 | 39,7                         | 37,8       |
| RSS Tagika       | 3 801 000                         | 5 112 000   | 33                 | 62,3                         | 7,6        |
| RSS Kirghiza     | 3 529 000                         | 4 291 000   | 38                 | 52,4                         | 21,5       |
| RSS Turkmena     | 2 759 000                         | 3 534 000   | 45                 | 72,0                         | 9,5        |
| RSS Lituana      | 3 398 000                         | 3 690 000   | 68                 | 79,6                         | 9,4        |
| RSS Lettone      | 2 521 000                         | 2 681 000   | 72                 | 52,0                         | 34,0       |
| RSS Estone       | 1 466 000                         | 1 573 000   | 72                 | 61,5                         | 30,3       |

## Urbanistica
Con una popolazione in rapido aumento di decennio in decennio e una popolazione ridotta in condizioni precarie, specie nel secondo dopoguerra con la Russia europea devastata, si rese necessario la creazione di milioni di unità abitative in tutto il paese. Nelle grandi città nacquero quartieri fatti di condomini alti anche oltre i venti piani, mentre nelle città più piccole e nei villaggi si predilesse il modello di piccole villette a schiera, costituite da una casa in mattoni a vista con tetto spiovente su tutti i lati e grandi meno di 100 mq, circondate da un piccolo spazio verde largo qualche metro su tutti i lati della casa e dotate solitamente di un piccolo orticello sul davanti, accanto all'entrata.
Fenomeno di costume particolare fu costituito dalle dacie, le case di campagna dedicate alle famiglie per le vacanze estive. Vigevano particolari regole di costruzione per esse e, quindi, presentavano attici, mansarde e verande sovradimensionate per ovviare a tali limiti.

Abitazioni sovietiche
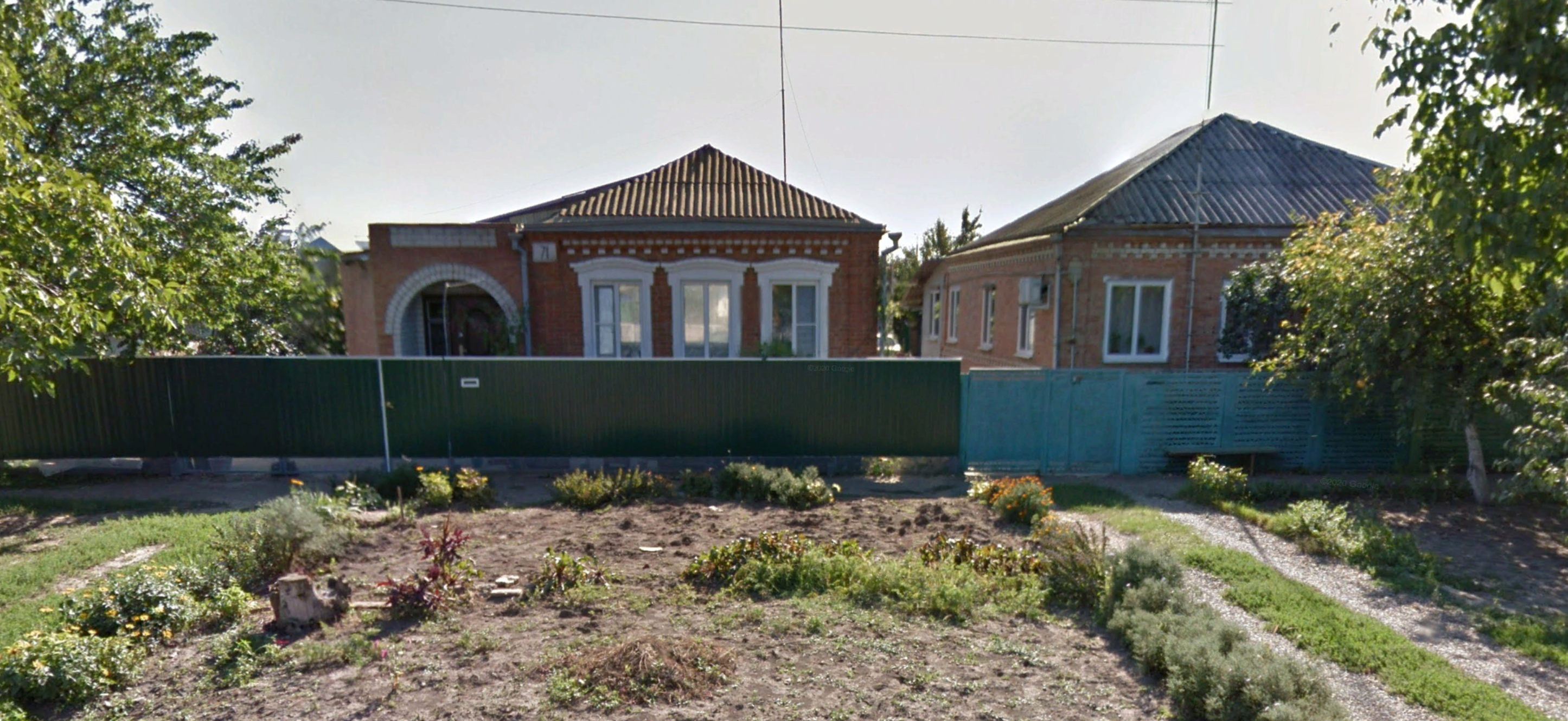
Tipica piccola casa cittadina di epoca sovietica a Tichoreck.
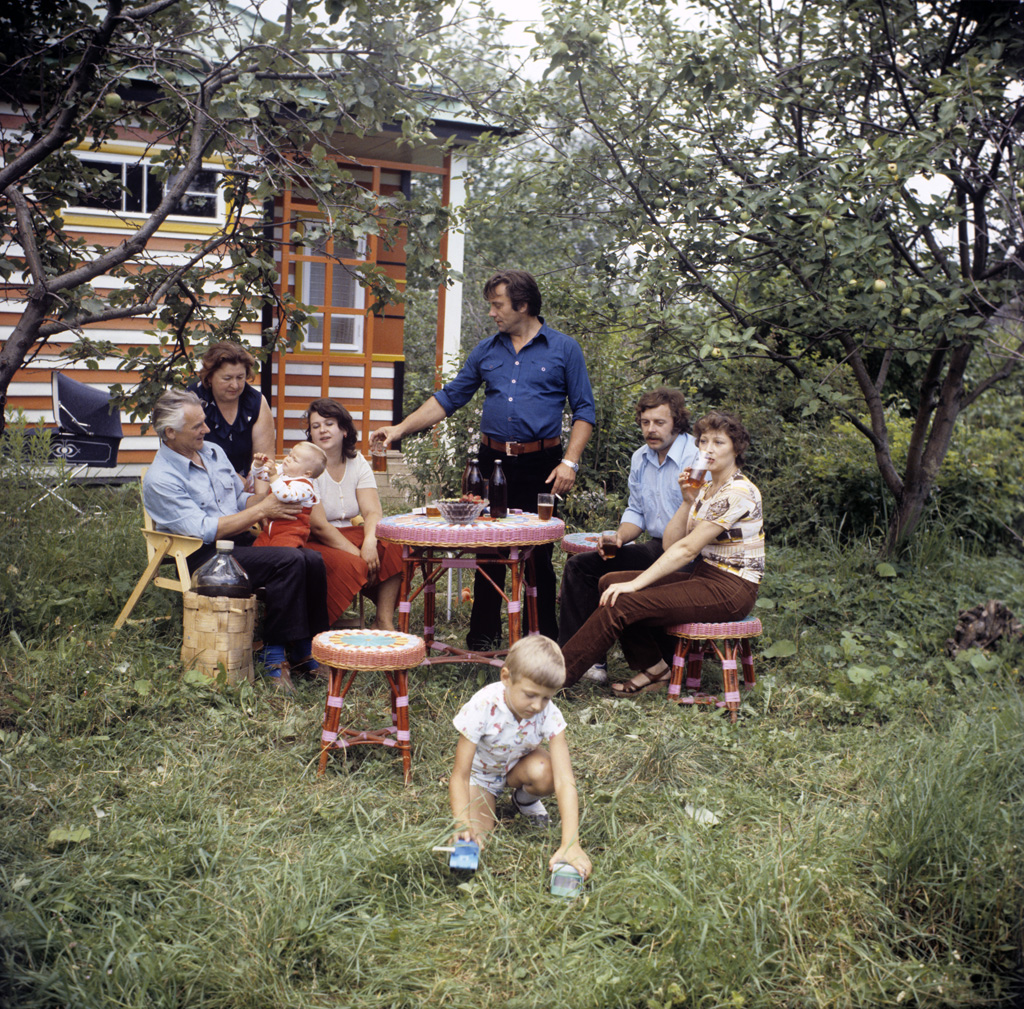
Tipica famiglia sovietica in una casa estiva con degli amici vicino a Leningrado, luglio 1981.
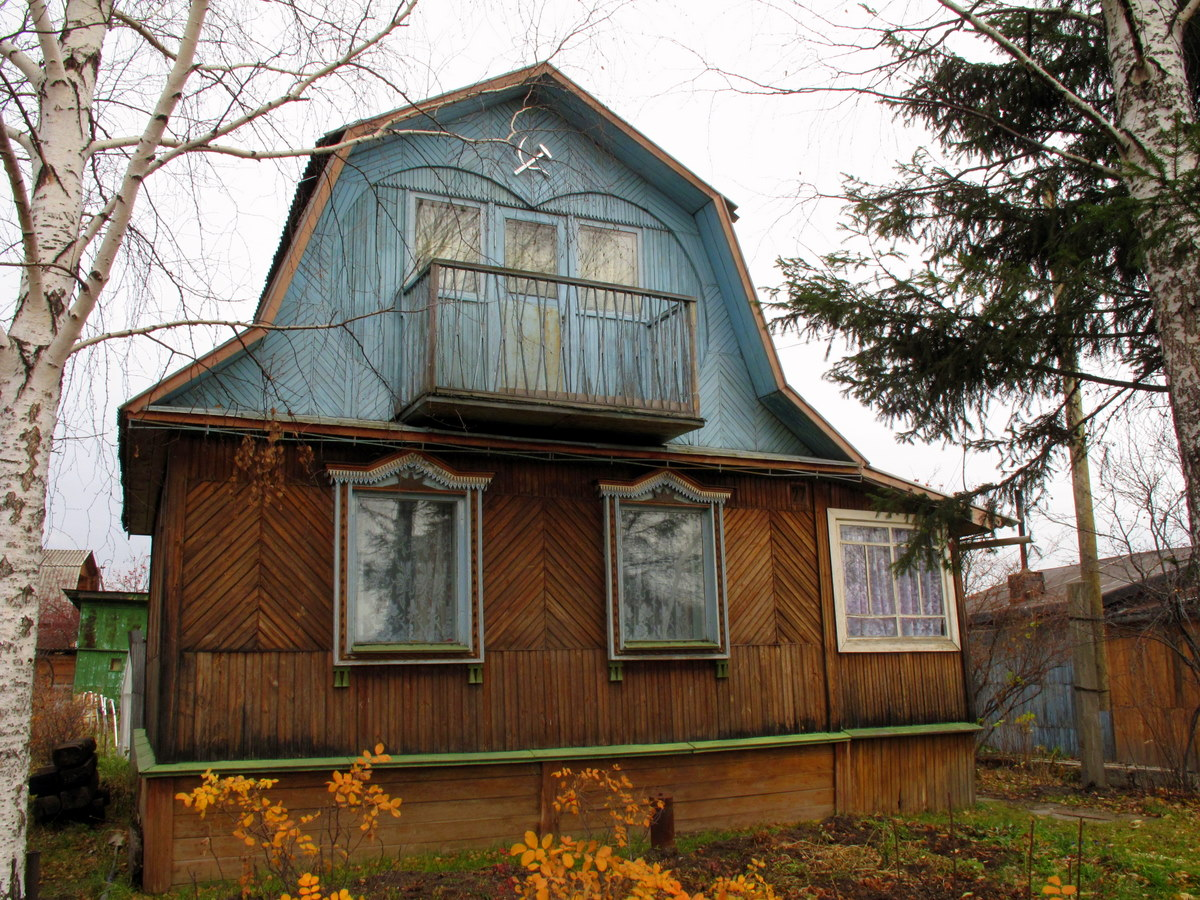
Tipica dacia di epoca sovietica, a Resheti.

## Forze armate
L'Armata Rossa degli Operai e dei Contadini (in russo Рабоче-крестьянская Красная армия?, Raboče-krest'janskaja Krasnaja armija in sigla RKKA), più comunemente Armata Rossa, fu il nome dato alle forze armate russe dopo la disintegrazione delle forze zariste nel 1917. L'aggettivo “rossa” fa riferimento al colore tradizionale del movimento socialista e comunista. L'Armata Rossa fu istituita su decreto del Consiglio dei commissari del popolo della RSFS Russa nel 1918 e divenne l'esercito dell'URSS al momento della fondazione dello Stato stesso, nel 1922. Lev Trockij, commissario del popolo per la guerra dal 1918 al 1924, ne è considerato il fondatore.
L'Armata Rossa, guidata direttamente da Stalin con la collaborazione di vari generali, svolse una funzione decisiva durante la seconda guerra mondiale sconfiggendo in quattro anni di violente e sanguinose battaglie la grande maggioranza delle forze della Wehrmacht della Germania nazista e concludendo vittoriosamente il conflitto con la conquista di Berlino e Vienna. Nel suo periodo di massima espansione d'organico, nel 1943, l'Armata Rossa contava 10,5 milioni di effettivi tra ufficiali, sottufficiali e soldati ed era equipaggiata con migliaia di carri armati e cannoni moderni; le perdite per raggiungere la vittoria furono elevatissime: 11,2 milioni di soldati morti per cause di guerra nel periodo 1941–1945.
Dopo la vittoria sulla Germania, nel 1946 la denominazione Armata Rossa venne, almeno ufficialmente, modificata in Armata Sovietica (in russo Советская Армия?, Sovetskaja Armija, in sigla SA).

Bandiera non ufficiale dell'Armata Rossa, dal momento che le forze terrestri sovietiche non hanno mai avuto una bandiera ufficiale.

All'inizio della sua esistenza, l'Armata Rossa funzionava come una formazione volontaria, senza gradi o insegne. Le elezioni democratiche selezionavano gli ufficiali. Tuttavia, un decreto del 29 maggio 1918 impose il servizio militare obbligatorio per gli uomini di età dai 18 ai 40 anni. Per la manutenzione dell'arruolamento di massa, i bolscevichi formarono commissariati militari regionali (voeennyj komissarjat, abbr. Voeenkomat), che a partire dal 2006 esistono ancora in Russia, in questa funzione e sotto questo nome. I commissariati militari, tuttavia, non devono essere confusi con l'istituzione dei commissari politici militari.
A metà degli anni '20 venne introdotto il principio territoriale di Composizione dell'Armata Rossa. In ogni regione vennero chiamati uomini validi per un periodo limitato di servizio attivo in unità territoriali, che costituiva la forza circa la metà dell'esercito, ogni anno, per cinque anni. Il primo periodo di convocazione era di tre mesi, con un mese all'anno successivo. Un quadro normale forniva un nucleo stabile. Nel 1925 questo sistema fornì 46 delle 77 divisioni di fanteria e una delle undici divisioni di cavalleria. Il resto era costituito da ufficiali regolari e personale arruolato servente in termini biennali. Il sistema territoriale venne finalmente abolito, con tutte le formazioni rimanenti convertite in altri quadri di divisioni, nel 1937-1938.

### Meccanizzazione
Impressionato dalla campagna tedesca del 1940 contro la Francia, il Commissariato del Popolo della Difesa sovietico (Ministero della Difesa, sigla russa NKO) ordinò la creazione di nove divisioni meccanizzate, il 6 luglio 1940. Tra febbraio e marzo 1941, il NKO ne ordinò altre venti da creare. Tutte queste formazioni erano più grandi di quelle teorizzate da Tuchačevskij. Anche se 29 divisioni meccanizzate dell'Armata Rossa avevano una forza autorizzata di non meno di 29 899 carri armati nel 1941, dimostrarono di essere una tigre di carta. C'erano in realtà solo 17 000 carri armati disponibili al momento, che significava che molte delle nuove divisioni meccanizzate erano gravemente sotto forza. Anche la pressione esercitata sulle fabbriche e sui pianificatori militari per mostrare numeri di produzione portò a una situazione in cui la maggior parte dei veicoli blindati erano modelli obsoleti, in modo critico privi di parti di ricambio ed attrezzature di supporto, e quasi tre quarti erano in ritardo per le manutenzioni. Entro il 22 giugno 1941 c'erano solo 1 475 dei moderni carri armati T-34 e serie KV a disposizione dell'Armata Rossa, e questi erano troppo dispersi lungo il fronte per fornire una massa sufficiente anche per il successo locale. Per illustrare ciò, il III Corpo Meccanizzato in Lituania era formato da un totale di 460 carri armati; 109 di questi erano i più recenti KV-1 e T-34. Questo corpo risulterebbe essere uno dei pochi fortunati con un numero considerevole di nuovi carri armati. Tuttavia, la 4ª Armata era composta da 520 carri armati, tutti erano obsoleti T-26, in opposizione alla forza autorizzata di 1 031 recenti carri armati medi. Questo problema era universale per tutta l'Armata Rossa, e avrebbe giocato un ruolo cruciale nelle sconfitte iniziali dell'Armata Rossa nel 1941 per mano delle forze armate tedesche.

### Tempo di guerra

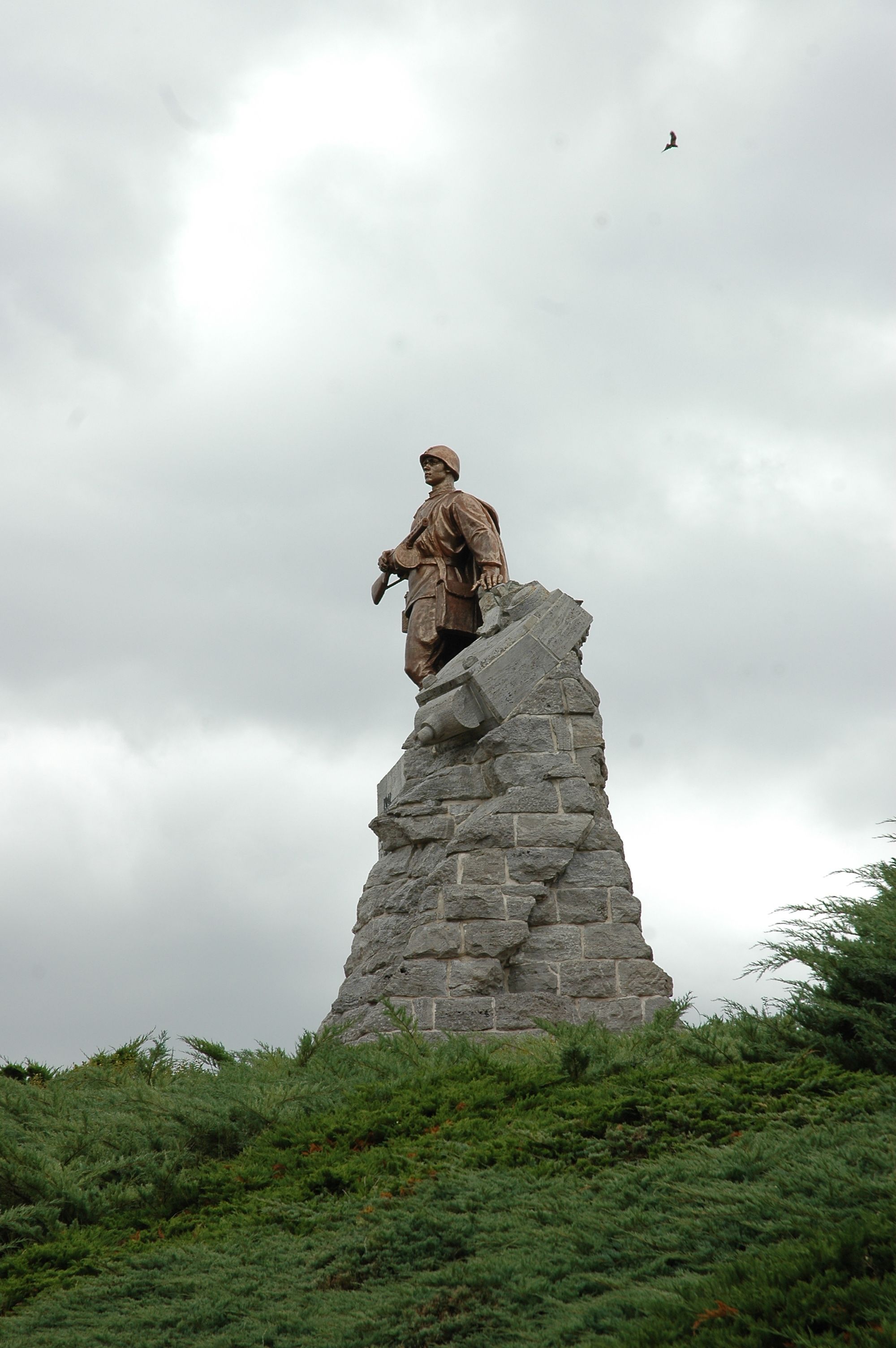
Monumento celebrativo nelle alture di Seelow dedicato ai soldati dell'Armata Rossa vincitori nella battaglia di Berlino.

L'esperienza della guerra indusse cambiamenti al modo in cui le forze di prima linea erano organizzate. Dopo sei mesi di combattimento contro i tedeschi, la Stavka abolì temporaneamente i Corpi di Fucilieri che era intermedio tra l'armata e la divisione perché, mentre era utile in teoria, nello stato dell'Armata Rossa nel 1941, si dimostrarono inefficaci nella pratica. Dopo l'importante vittoria nella battaglia di Mosca nel gennaio 1942, l'alto comando iniziò a reintrodurre i corpi di fucilieri nelle sue formazioni più esperte. Il numero totale di corpi di fucilieri iniziò dai 62 del 22 giugno 1941, scese a sei il 1º gennaio 1942, ma poi aumentò a 34 entro il febbraio 1943, e a 161 nel Capodanno 1944. La forza reale delle divisioni di fanteria in prima linea, con un effettivo di 11 000 uomini nel luglio 1941, raggiungeva circa il 50% della consistenza organica delle vecchie divisioni del 1941, distrutte i primi giorni dell'invasione tedesca. Le divisioni erano spesso logorate dalle operazioni continue; dopo operazioni particolarmente difficili, come durante i combattimenti nella città di Stalingrado, potevano ridursi a poche centinaia di soldati.
Allo scoppio della guerra, l'Armata Rossa schierò corpi meccanizzati e divisioni corazzate il cui sviluppo è stato descritto in precedenza. L'attacco iniziale delle Panzer-Division tedesche sorprese questi reparti ancora in parte in fase di riequipaggiamento e organizzazione, e nel corso del 1941 quasi tutte, salvo due nel Distretto Militare del Transbaikal, furono praticamente distrutte. I resti vennero sciolti. L'alto comando sovietico decise per il momento, soprattutto per l'inesperienza degli stati maggiori e le carenze di equipaggiamento dopo le enormi perdite iniziali, di costituire solo piccole brigate carri da impiegare in supporto delle unità di fanteria. Queste formazioni combatterono bene durante la battaglia di Mosca.
Fu tra la primavera del 1942 e l'inizio del 1943, che l'Armata Rossa messe in campo di nuovo formazioni mobili più grandi paragonabili alle Panzer-Division; i "Corpi carri" (Tankovyj Korpus), equipaggiati con un numero variabile di carri tra 146 e 180, e i "Corpi meccanizzati" (Mekanjsjrovannyj Korpus), equipaggiati da 175 a 224 carri. Queste nuovi reparti motomeccanizzati, guidati da comandanti sempre più esperti e aggressivi, si dimostrarono con il tempo efficaci, mobili e in grado di affrontare con successo le famose divisioni corazzate tedesche. I corpi carri e i corpi meccanizzati nel corso della guerra elaborarono una serie di tattiche per contrastare le forze nemiche e per effettuare avanzate a grande distanza; ogni corpo generalmente impiegava una brigata di punta nel ruolo di "distaccamento avanzato" che penetrava, spesso isolato, alla massima profondità possibile aggirando eventuali punti di resistenza, per disorganizzare le retrovie nemiche e costituire un nucleo di aggregazione dietro il fronte tedesco che sarebbe stato rinforzato in un secondo momento.
Nella primavera 1943, dopo alcuni tentativi non soddisfacenti nel 1942, vennero finalmente create anche le "Armate carri" (Tankovyj Armija) formate in genere da due "Corpi carri" e un "Corpo meccanizzato"; equipaggiate con un numero di carri variabile tra 500 e 1 000, le armate carri erano dotate di grande potenza d'urto per sfruttare in profondità gli sfondamenti e respingere i contrattacchi nemici. Nel corso della seconda guerra mondiale il "Direttorato centrale delle forze meccanizzate" dell'Armata Rossa, guidato dal maresciallo Jakov Nikolaevič Fedorenko, costituì sei "Armate carri", 24 "Corpi carri", ognuno con tre brigate corazzate e una motorizzata, e 14 "Corpi meccanizzati", ognuno con tre brigate meccanizzate e una brigata corazzata. I famosi comandanti della sei "Armate carri" furono i generali Michail Efimovič Katukov, Semën Il'ič Bogdanov, Pavel Semënovič Rybalko, Dmitrij Danilovič Leljušenko, Pavel Alekseevič Rotmistrov, Andrej Grigor'evič Kravčenko.
Integrati nelle forze mobili erano anche i "corpi di cavalleria" che, nella seconda parte della guerra, vennero spesso integrati, insieme ad alcuni corpi carri, nei cosiddetti "gruppi di cavalleria meccanizzata" che venivano impiegati con buoni risultati nelle regioni più impervie o disagevoli, dove la cavalleria poteva costituire un utile complemento delle forze motorizzate.

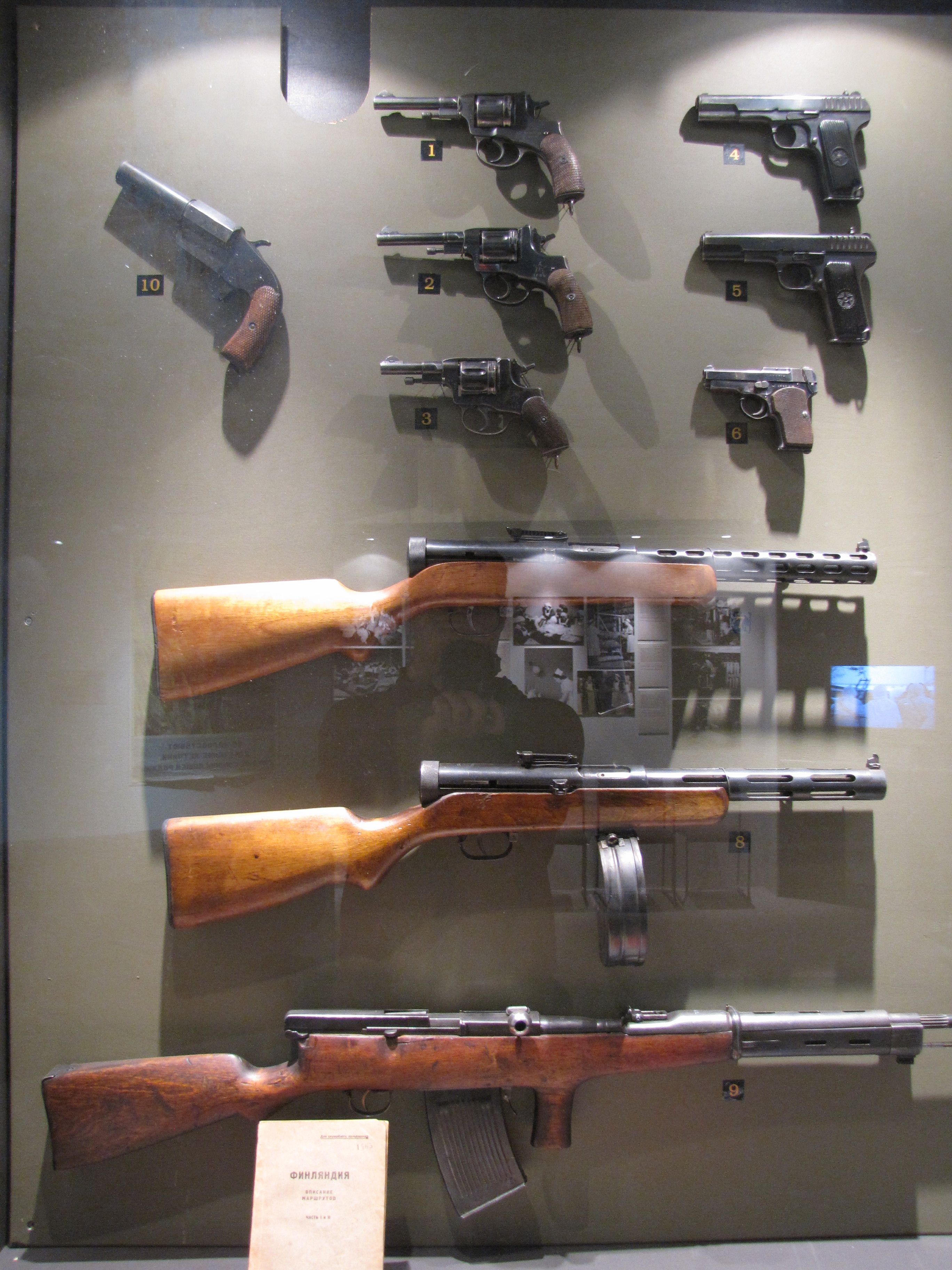
Alcune armi portatili dell'Armata Rossa

L'Unione Sovietica ampliò la propria industria bellica indigena come parte del programma di industrializzazione di Stalin negli anni '20 e '30. All'inizio l'Armata Rossa era equipaggiata con i fucili Mosin-Nagant e le pistole Tokarev TT-33. Le armi pesanti erano la mitragliatrice PM M1910 "Maxim" e vari mortai. Durante le prime fasi e l'inizio della seconda guerra mondiale si era tentato di produrre un fucile semiautomatico che sostituisse i Mosin-Nagant a otturatore girevole-scorrevole, l'SVT-38 e il suo successore, l'SVT-40; ma l'inizio dell'Operazione Barbarossa fece interrompere la produzione per tornare al Mosin-Nagant. Vennero prodotti vari mitra lungo il conflitto; il più diffuso era il PPŠ-41, che sostituiva il PPD-40. Le mitragliatrici più usate furono la DP-28, seguita dalla SG-43 Goryunov, la DŠK e l'RPD. Vi era bisogno di armi anticarro, quindi vennero costruiti i fucili anticarro PTRD-41 e PTRS-41. Finito il conflitto, l'equipaggiamento standard divenne l'AK-47, usato nelle sue infinite varianti, come il fucile da tiratore scelto: l'SVD Dragunov e la mitragliatrice RPK. A seguito vennero tutte le sue derivazioni.

### Carri armati e mezzi
All'inizio della guerra civile l'Armata Rossa aveva in dotazione alcuni carri ippotrainati, ma subito si tentò di produrne di moderni, basandosi principalmente sui modelli francesi. Nacque così il T-18. A lui seguirono il carro leggero T-26, impiegato nella guerra civile spagnola, dove sortiva lo stesso effetto che avrebbe fatto il Tiger nella guerra successiva. Vi erano la Tankette T-27 e il carro armato medio T-28. C'erano poi i carri leggeri BT, le autoblindo BA-10 e BA-20 e insieme a loro il colosso multitorretta T-35. Fu durante il secondo conflitto mondiale che l'Unione Sovietica divenne leader mondiale dei carri armati, grazie al carro medio T-34, il carro pesante KV e i carri leggeri T-60 e T-70. I cacciacarri erano i SU-85 e il SU-100. Insieme a loro vi erano i semoventi SU-76, SU-122 e SU-152. Fu verso la fine della guerra che vennero sviluppati il carro medio T-34/85 e il carro pesante IS-2, ideati per combattere i Panther e Tiger tedeschi.

### Armamento dopo la seconda guerra mondiale
Alla fine della seconda guerra mondiale, nel febbraio 1946 la denominazione venne cambiata in Sovetskaja Armija. L'esperienza maturata nella guerra patriottica aveva dato ai sovietici grande fiducia nelle forze corazzate e nell'immediato dopoguerra vennero messi in produzione gli ottimi carri T-54/55, che durarono per tutta la metà finale degli anni quaranta e gli anni cinquanta. Fu sostituito dal T-62, a sua volta rimpiazzato dal T-64, dal T-72 e dal T-80.
Nel 1957 l'Arma della fanteria venne sciolta e trasformata in fanteria motorizzata e le forze corazzate costituita da truppe meccanizzate e corazzate, con il corpo della fanteria meccanizzata che divenne il fulcro dell'Armata Sovietica. Per quanto riguarda i mezzi da trasporto truppe e i veicoli da combattimento della fanteria, durante la seconda guerra l'Unione Sovietica non aveva gli autocarri sufficienti per spostare le sue enormi truppe. Le vennero quindi forniti dagli Stati Uniti. Nel dopoguerra si cercò già dall'inizio di produrre mezzi da trasporto dal quale si potesse anche combattere senza scendere a terra. Vennero allora create le serie BRMD, BTR e BMP, tutte famiglie di mezzi da trasporto truppe, anche se potevano essere impiegati in molti altri ruoli. Dopo il 1956, il premier Nikita Chruščёv ha ridotto le forze di terra per costruire le forze missilistiche strategiche, enfatizzando le capacità nucleari delle forze armate e nel 1957, il maresciallo Žukov perse il suo posto al Politburo, per essersi opposto a queste riduzioni nelle forze terrestri.

## Religione
(Costituzione sovietica del 1936, Articolo 134)
La separazione tra Stato e Chiesa venne decisa nel territorio dell'Unione Sovietica il 23 gennaio 1918 dai soviet, poco dopo la fine della rivoluzione russa. Lo Stato divenne laico e ufficiosamente ateo, sostenendo l'ateismo di Stato di tipo marxista-leninista, anche se ciò non venne mai sancito esplicitamente nelle Costituzioni, che si limitavano a nominare la religione solo affermando la divisione netta tra Chiesa e Stato e la libertà di culto e coscienza; l'ateismo di Stato venne attuato in forma di politica governativa anticlericale e antireligiosa, dal punto di vista pratico e culturale, tramite leggi ordinarie e propaganda.

La religiosità venne ridotta a semplice scelta privata, secondo l'ideologia di Lenin e del marxismo, da considerare tollerabile, ma da scoraggiare al di fuori della sfera personale:
(Vladimir Lenin)
Lenin riteneva che la religione fosse strumento di oppressione e che i militanti comunisti dovessero essere atei. La Chiesa ortodossa russa fu costretta a rinunciare a tutti i privilegi, come l'esenzione dalle tasse e dal servizio militare per i sacerdoti e i monaci; e per un certo periodo venne anche perseguitata. Con la Costituzione sovietica del 1918, emanata per la Repubblica Socialista Federativa Sovietica Russa e poi estesa alle altre repubbliche federate, venne permesso di svolgere formalmente "propaganda religiosa e non-religiosa", anche se svolgere attiva propaganda di religione o di idee ritenute "superstizioni" in luogo o edificio pubblico (come la propaganda religiosa nelle scuole, l'esposizione di immagini religiose nei luoghi di lavoro e le processioni) poteva essere sanzionato con multe, reclusione o lavori forzati fino a un anno. Di contrasto chi ostacolava lo svolgimento di riti religiosi autorizzati poteva anche essere punito con sei mesi di lavori forzati. Queste pene, come quelle per altri reati che prevedevano un periodo breve, non venivano scontate tramite deportazione in gulag, campo di lavoro forzato o colonie, o con la detenzione in carcere; il condannato poteva avere la libertà condizionale; altrimenti restava al suo posto di lavoro, venendo talvolta trasferito ad altro ente, con stipendio o salario ridotto sensibilmente e in alternativa doveva svolgere lavori aggiuntivi senza essere pagato (cosiddetto lavoro forzato "senza scorta").
Coloro i quali non svolgevano lavori socialmente utili (non solo ecclesiastici, ma anche ex agenti zaristi, privati, ad eccezione di artigiani e contadini dei kolchoz) venivano esclusi dal voto e non pagati, restrizione poi eliminata nel 1936. Quindi questi ultimi, una volta esaurite le risorse di cui erano dotati, dovettero svolgere un altro lavoro per sostentarsi, secondo il principio "chi non lavora non mangia".
Venne introdotto il matrimonio civile e negata validità legale a quello religioso, vennero distrutte alcune chiese che occupavano suolo pubblico, altre vennero convertite in uffici e musei pubblici e vennero inoltre abolite tutte le feste religiose come ad esempio il Natale o lo Yom Kippur ebraico.

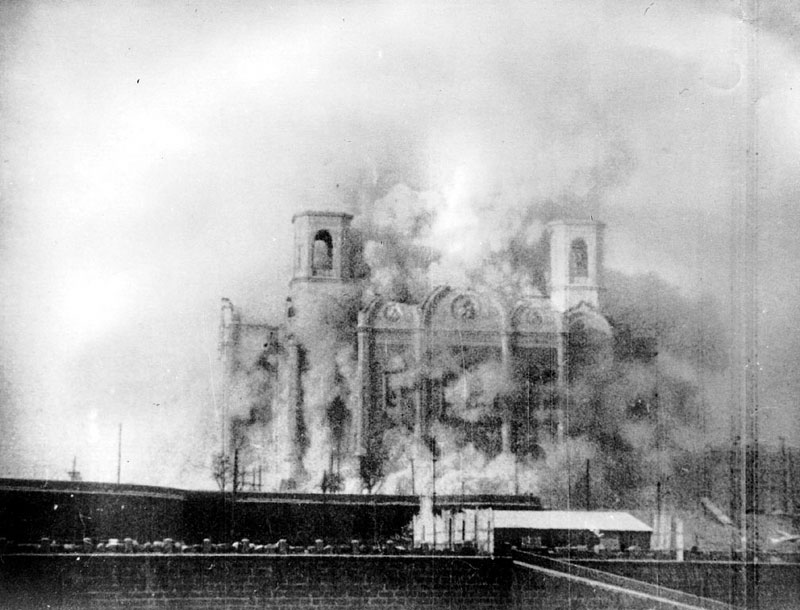
Demolizione della Cattedrale di Cristo Salvatore a Mosca, nel 1931.

Con Stalin il processo antireligioso dello Stato fu completato: la Costituzione sovietica del 1924 non conteneva esplicitamente norme sulla religione, in quanto era stata votata come integrazione per sancire la nascita dell'unione federale delle repubbliche come Unione Sovietica, mentre per quanto riguarda i diritti e doveri dei cittadini restò in vigore la relativa parte della Costituzione del 1918. Infine solo in alcune località remote venne concesso di svolgere cerimonie religiose. Secondo fonti ortodosse nel 1917 erano attive circa 80 000 chiese, mentre è stato calcolato che erano circa 20 000 nel 1954 e 10 000 nel 1965. La Costituzione sovietica del 1936 sancì la libertà di culto privato e di praticare la religione, ma autorizzò esplicitamente solo la propaganda antireligiosa, ribadendo nuovamente la netta divisione tra Chiesa e Stato. Restarono valide le normative penali del 1922 contro le "superstizioni religiose" diffuse in pubblico.
Nel 1927 venne approvato l'articolo 58 del codice penale che sanciva, tra l'altro, che svolgere propaganda religiosa in tempo di guerra o crisi, se considerato fatto con lo scopo preciso di abbattere il regime comunista o danneggiare direttamente o indirettamente lo Stato, poteva essere punito anche con la pena di morte.
Durante la seconda guerra mondiale, nel 1943, Stalin diede una tregua alla campagna antireligiosa e chiese al patriarca Sergio I di Mosca (in seguito a un incontro avvenuto tra i due) di supportare moralmente i soldati al fronte contro i nazisti. Nello stesso periodo Sergio I rientrò a Mosca e morì nel 1944. Stalin concesse poi alla Chiesa ortodossa la possibilità di celebrare funzioni religiose, ma solo all'interno delle chiese autorizzate e nel privato. Con Nikita Chruščёv ripresero le misure più restrittive verso la Chiesa e si riprese anche la propaganda attiva dell'ateismo di Stato dopo la tregua iniziata nel 1943 e durata sino al 1954.
Soltanto negli anni ottanta, dopo la continuazione della politica antireligiosa dei governi di Brežnev, Andropov e Černenko, vi fu una nuova tregua nella lotta attiva contro la religione, a partire dall'ascesa al potere di Michail Gorbačëv. La situazione di tolleranza pratica perdurò fino al 1990, quando Gorbačëv permise la libera propaganda religiosa e instaurò la libertà di culto in via ufficiale, al posto dell'ateismo di Stato.
Il governo sovietico istituì inoltre l'Istituto per l'ateismo scientifico di Leningrado, che durò fino allo scioglimento dell'Unione Sovietica nel 1991. Dal 1922 al 1947 esistette in URSS un'organizzazione atea ed antireligiosa sotto l'influenza ideologica, culturale e politica del PCUS, la cosiddetta Lega degli atei militanti.
Tutti gli Stati del blocco orientale e in generale tutti i paesi comunisti seguiranno questa linea politica sull'ateismo di Stato nella pratica e con una forte laicità costituzionale ma che permetteva il culto entro certi limiti, tranne la Repubblica Democratica Tedesca (dove non c'era una politica ufficiale antireligiosa, ma solo una decisa difesa della laicità), e l'Albania di Enver Hoxha, che invece inserì l'ateismo di Stato nella propria Costituzione, vietando anche il culto privato.

### Legislazione su matrimonio, aborto, eutanasia e omosessualità
Nell'Unione Sovietica vennero introdotti il divorzio (1º dicembre 1917) e l'aborto nel 1920 (reso molto più difficile da Stalin nel 1935, poi reintrodotto nel 1955) e negata la validità del matrimonio religioso (dicembre 1917). In relazione alle pene sostanzialmente basse, rispetto ai reati politici, per il reato di omicidio volontario, l'omicidio del consenziente effettuato «per compassione» era depenalizzato e non punibile, legalizzando nei fatti l'eutanasia e il suicidio assistito. L'omosessualità fu decriminalizzata da Lenin subito dopo la rivoluzione, tornò illegale a partire dal 1934.
Mark Serejskij, perito medico, scrisse nella Grande enciclopedia sovietica:
"La legislazione sovietica non riconosce i cosiddetti crimini contro la moralità. Le nostre leggi si basano sul principio della protezione della società e pertanto prevedono punizioni solo nei casi in cui i minorenni siano oggetto di interesse omosessuale."
La maggior parte delle condanne furono effettivamente emesse ai sensi dell'Articolo 121.2, con l'80% dei casi legati al coinvolgimento di minori fino ai 18 anni di età. In un'analisi di 130 condanne pronunciate in base all'Articolo 121 tra il 1985 e il 1992, emerge che il 74% degli imputati era stato condannato ai sensi dell'Articolo 121.2. Di questi:
- il 20% per stupro con uso della forza fisica,
- l'8% per l'uso di minacce,
- il 52% per rapporti sessuali con minori,
- il 2% e il 18%, rispettivamente, per aver sfruttato lo status di dipendenza o vulnerabilità delle vittime.[114]

La cultura in Unione Sovietica fu influenzata in modo significativo dalle varie fasi politiche che il Paese attraversò nei circa settant'anni della propria esistenza. Durante il decennio che seguì la rivoluzione d'ottobre prevalse un clima di libertà espressiva in campo artistico e culturale e l'esplicito incoraggiamento da parte di Lenin all'accesso alla cultura da parte delle masse operaie e contadine che fino ad allora ne erano state escluse.
Il governo in questi primi anni permise o incoraggiò la nascita di varie correnti artistiche sia sperimentali sia di stampo più tradizionale, all'interno delle quali emersero personaggi di spicco quali Maksim Gor'kij o Vladimir Majakovskij. Anche il cinema beneficiò dell'appoggio statale in quanto veniva considerato un mezzo di comunicazione in grado di influenzare profondamente la società, al tempo ancora in larga parte analfabeta. Molti dei capolavori del regista Sergej Ėjzenštejn risalgono a questo periodo.
Più tardi, durante il periodo di Stalin, la cultura sovietica fu caratterizzata da una maggiore uniformità imposta dall'alto e il classicismo socialista divenne l'elemento stilistico dominante in vari campi artistici ed espressivi. Molti intellettuali dissidenti furono uccisi o incarcerati. Tra i progetti culturali più ambiziosi nati in quei decenni va ricordata la Grande enciclopedia sovietica, la cui prima edizione fu completata tra il 1926 e il 1947.
Con l'avvento alla guida del Paese di Khrushov nei tardi anni cinquanta la censura fu allentata e progressivamente il conformismo perse terreno lasciando emergere una certa pluralità di correnti artistiche e letterarie e autori che, come ad esempio Yury Trifonov, erano concentrati più sulla vita quotidiana che sull'edificazione del socialismo. Un fenomeno tipico dell'Unione Sovietica di quegli anni fu lo sviluppo di una letteratura dissidente che si esprimeva tramite riviste clandestine conosciute come samizdat. In campo architettonico nell'era Khrushoviana si passò dal precedente stile sovraccarico di decorazioni alla realizzazione di edifici più sobri e funzionali. Nella seconda metà degli anni ottanta la politica della perestroika e la glasnost portarono infine a una significativa espansione della libertà di espressione anche sulla stampa e sugli altri mezzi di comunicazione di massa.

### Media

#### Stampa
Il principale quotidiano sovietico fu Pravda.
Nel 1956, grazie a un accordo tra gli Stati Uniti e l'URSS nell'ambito del 'disgelo', furono redatte due riviste mensili da pubblicare in entrambi i paesi come scambio culturale reciproco: Soviet Life negli USA, Amerika nell'URSS.

### Musica
Durante la Seconda Guerra Mondiale furono prodotte varie canzoni popolari, di cui la più famosa è Katjuša.
All'inizio degli anni '60 si affermarono una nuova generazione di artisti musicali, tra cui Lidia Klement, Ėduard Chil' ed altri.
A partire dal 1971 fu introdotto un festival musicale nazionale, Pesnja goda (in italiano Canzone dell'anno, registrato ogni anno a dicembre e solitamente trasmesso a Capodanno), il quale col tempo evolvette molto, passando dal classicismo musicale della prima metà degli anni '70, fino al pop e al rock degli anni '80. Tale festival è trasmesso ancora oggi, anche se ulteriormente espanso. Ne fecero parte praticamente tutti gli artisti musicali più famosi del paese, tra cui Sofija Rotaru, Valentina Tolkunova, Alla Pugačëva, Irina Ponarovskaja, Ljudmila Senčina ed altri ancora.
Esisteva un'etichetta discografica principale di Stato, Melodija.

### Scienza e tecnologia

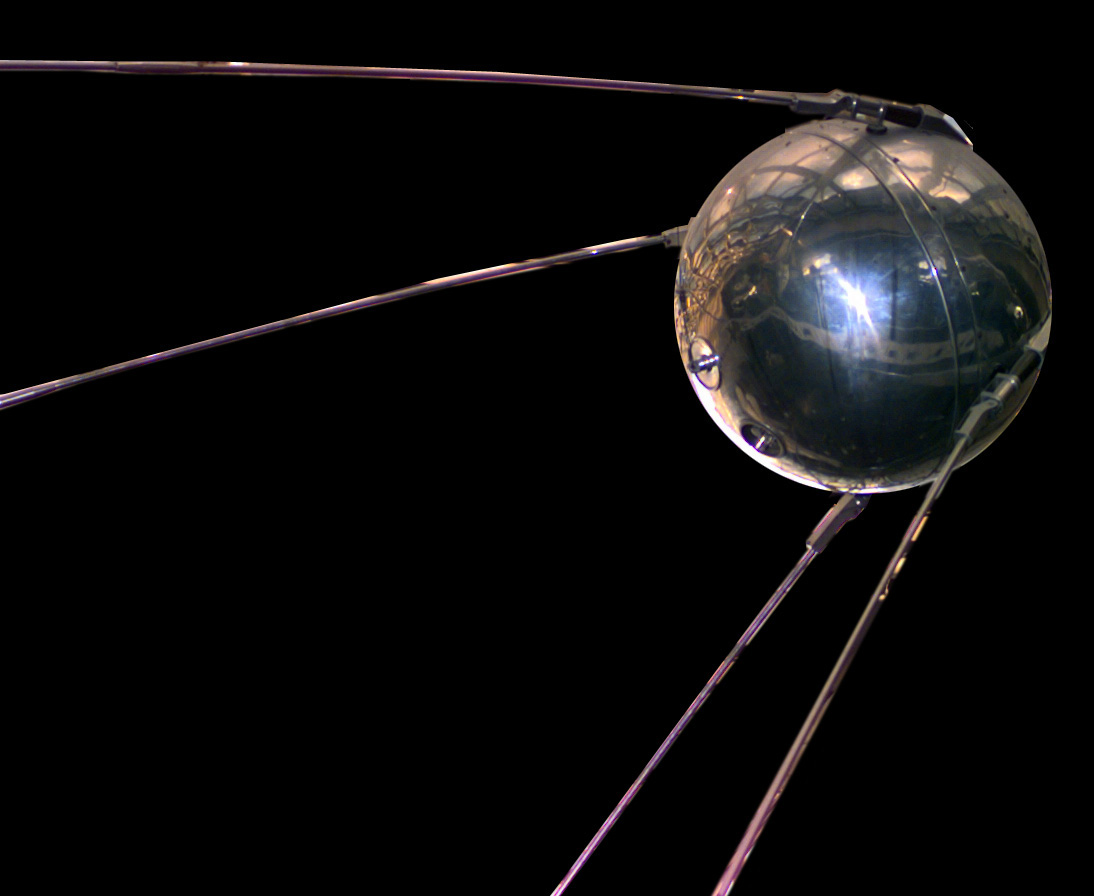
Il primo satellite artificiale sovietico, lo Sputnik 1

L'Unione Sovietica possedeva un ben organizzato sistema educativo. Molti furono gli scienziati formatisi negli istituti universitari statali e sedici cittadini sovietici furono nel corso degli anni insigniti del premio Nobel.
Nel 1957 l'Unione Sovietica realizzò e mise in orbita il primo satellite artificiale nella storia dell'umanità: lo Sputnik 1. Nel 1961 il sovietico Jurij Gagarin fu il primo uomo nello spazio, mentre nel 1963 Valentina Tereškova (sempre sovietica) fu la prima donna nello spazio. L'Unione Sovietica vantava anche un moderno esercito, anche se spesso carente di fondi. Le unità antiaeree e corazzate probabilmente erano tecnologicamente superiori a quelle statunitensi nella seconda metà della guerra fredda. Negli anni ottanta l'Unione Sovietica mise in orbita la prima vera e propria stazione spaziale a lunga durata: la MIR, che in russo significa sia "mondo", sia "pace". La MIR era stata progettata per durare massimo cinque anni, ma nonostante i carenti fondi e le mille difficoltà la MIR rimase in orbita per quindici anni. Gli ICBM sovietici (come quelli russi oggi) erano i più potenti e potevano coprire distanze maggiori di qualsiasi altro missile.

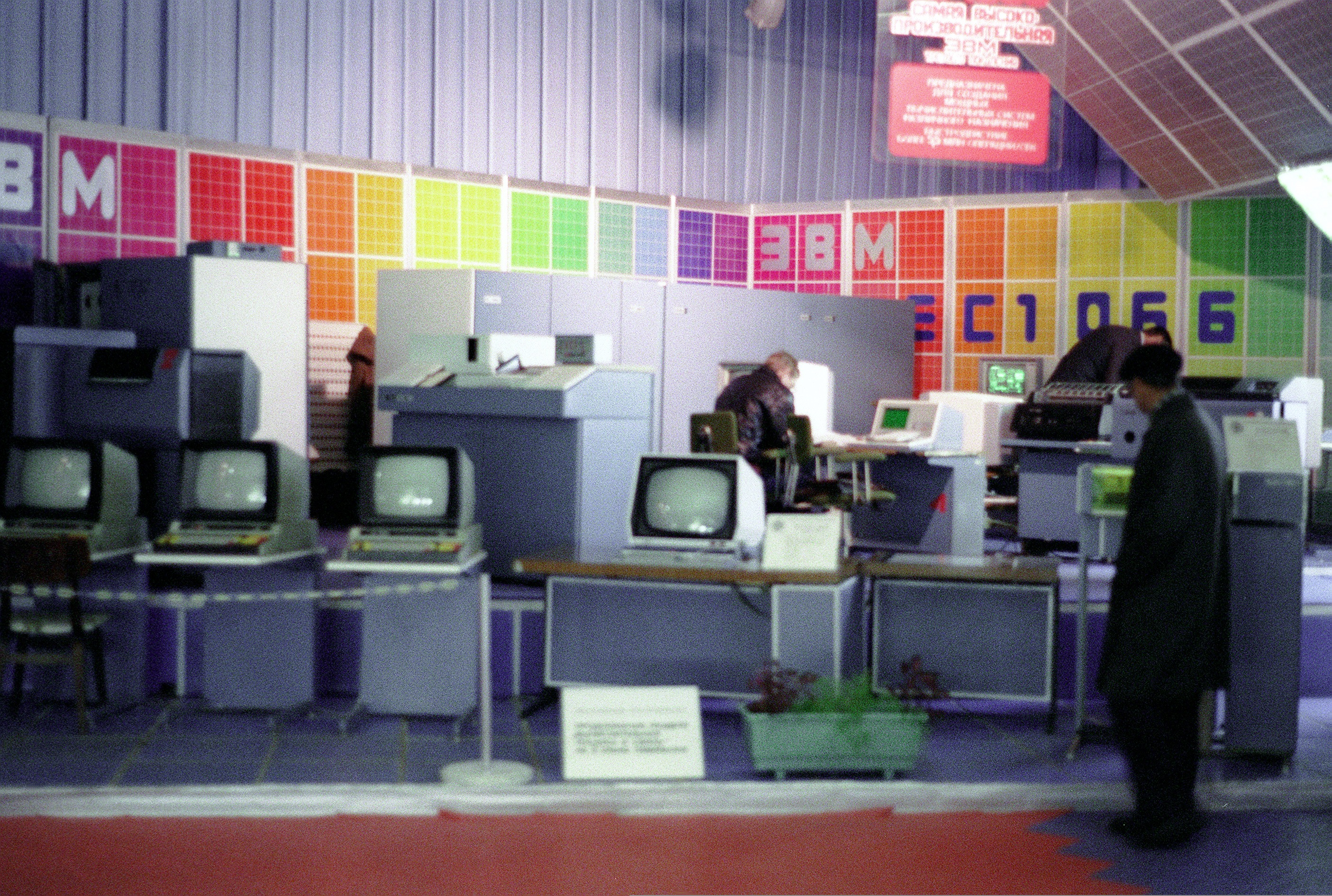
Computer sovietici nel 1985.

Nel campo delle tecnologie edilizie e dell'ingegneria civile il Paese ebbe per alcuni decenni un ruolo di primo piano; ad esempio l'edificio principale dell'Università statale di Mosca, inaugurato nel 1953, fu per molto tempo il grattacielo più alto al di fuori dell'area di New York e mantenne il primato di edificio più alto d'Europa fino al 1991, anno in cui fu completata la Messeturm di Francoforte.
L'Unione Sovietica fu a lungo all'avanguardia anche nello sfruttamento civile dell'energia nucleare e varò nel 1957 la prima nave di superficie a propulsione atomica, il rompighiaccio Lenin. Come in altri campi della scienza e della tecnologia anche in quello nucleare il declino economico dell'Unione Sovietica provocò ritardi e malfunzionamenti che culminarono, almeno a livello mediatico, nel disastro di Černobyl' del 1986.
Grande rilevanza ebbe anche l'informatica sovietica, fortemente sviluppata sia a livello scientifico-spaziale che per uso civile e domestico, che a livello mediatico giunse al successo internazionale con l'ideazione del videogioco Tetris nel 1984.

### Festività
| Data           | Nome italiano                            | Nome locale                                  | Note |
| -------------- | ---------------------------------------- | -------------------------------------------- | --- |
| 1º gennaio     | Capodanno                                | Новый Год                                    | |
| 23 febbraio    | Giorno dell'esercito sovietico           | День Советской Армии и Военно-Морского Флота | Inizio della rivoluzione di febbraio 1917 (secondo il calendario giuliano) Costituzione dell'Armata Rossa nel 1918                                    |
| 8 marzo        | Giornata internazionale della donna      | Международный Женский День                   | Marcia delle donne di Pietrogrado che sancì l'inizio della rivoluzione di febbraio (secondo il calendario gregoriano)                                 |
| 12 aprile      | Giorno del primo volo nello spazio       | День Космонавтики                            | Giorno in cui Jurij Gagarin fece il primo volo nello spazio                                                                                           |
| 1º maggio      | Festa del lavoro                         | Первое Мая - День Солидарности Трудящихся    | |
| 9 maggio       | Giorno della vittoria                    | День Победы                                  | Capitolazione della Germania Nazista nel 1945 |
| 7 ottobre      | Giorno della Costituzione dell'URSS      | День Конституции СССР                        | Proclamazione della nuova Costituzione sovietica nel 1977                                                                                             |
| 7 e 8 novembre | Anniversario della rivoluzione d'ottobre | Седьмое Ноября                               | La rivoluzione d'ottobre del 1917 (novembre per il calendario gregoriano) Viene attualmente chiamata День Примирения ("giorno della riconciliazione") |

### La moda nell'Unione Sovietica
Sin dalla Rivoluzione d'Ottobre del 1917, il rapporto dell'Unione Sovietica con il concetto di moda fu molto altalenante. Secondo l'ideologia del regime la moda era infatti vista come una pratica intrinsecamente capitalista, e per questo motivo da dover osteggiare a livello politico ed economico. La moda infatti, se intesa in senso occidentale, era uno dei mezzi utilizzati per dichiarare agli altri il proprio status sociale, ed enfatizzava quindi le differenze di classe.
Ciononostante, anche il regime sovietico decise di utilizzare la moda come uno dei molti canali di indottrinamento: già a partire dagli anni '20 del XX secolo, ad esempio, alcune riviste russe iniziarono a parlare di un nuovo tipo di moda femminile, riservato alla nascente classe delle donne-operaie. Per loro, il Partito aveva pensato a delle nuove linee di abbigliamento, molto più pratiche ed utili al lavoro rispetto a quelle pubblicizzate negli stati capitalisti. Sempre in questo periodo, lo Stato commissionò numerosi progetti per lo sviluppo di un nuovo tipo di "abbigliamento tipico sovietico", che oltre a richiamare l'abbigliamento tradizionale russo doveva mescolarsi con le nuove forme squadrate dell'ideologia costruttivista. Molti stilisti russi iniziarono quindi a disegnare degli abiti ispirandosi alla semplicità delle forme geometriche, spesso derivate dal cubismo, che si contraddistinsero per la loro alta funzionalità e la possibilità di essere riprodotti facilmente su scala industriale. Tuttavia, anche a causa della cronica mancanza di tessuti di buona qualità, la classe operaia sovietica non fu mai molto attratta da queste nuove linee d'abbigliamento e continuò, per tutto il decennio degli anni '20, ad indossare quasi esclusivamente abiti tradizionali.

#### L'epoca di Stalin (1930-1953)
Durante l'era staliniana, il sentimento di avversione alla moda lentamente si dissipò. Gli stessi giornali che un decennio prima osteggiavano le pratiche modaiole ora sostenevano che la bellezza e l'abbigliamento sono una parte fondamentale della vita delle donne sovietiche. Si iniziarono nuovamente a vedere delle insegne pubblicitarie per le strade, e le riviste scrivevano delle nuove case di moda che si aprivano sul territorio sovietico. Alcune case di moda organizzavano ciclicamente delle gite nelle campagne, al fine di mostrare alle contadine le nuove collezioni pensate per loro. Questo nuovo interesse verso la moda era sospinta, tra le altre cose, dall'affermazione di Stalin secondo cui: "La vita in Unione sovietica è diventata migliore e più allegra".
Nelle affissioni della propaganda divennero sempre più persistenti immagini di donne in aperta campagna e di uomini in abiti da lavoro, con cui si tentava di dimostrare che l'asserzione capitalista - secondo cui il socialismo genera povertà diffusa - era una menzogna. Per questo motivo, mostrare abiti alla moda era il segnale di una cultura ed una qualità della vita uguale (o addirittura superiore) a quella dei paesi capitalisti. Dall'altro lato la retorica socialista imponeva ad esempio ai lavoratori, che annualmente venivano premiati dal Partito, di indossare durante la cerimonia gli stessi abiti che indossavano quotidianamente durante le ore di lavoro.
Tuttavia, la moda sovietica era più sulla carta che nei grandi magazzini: l'industria era difatti incapace di realizzare abiti alla moda in quantità significative, e quelli che venivano prodotti non potevano essere venduti ad un prezzo accettabile per il cittadino medio. Durante la seconda guerra mondiale la produzione raggiunse il proprio minimo storico, e numerosi cittadini tornarono a commissionare a dei privati i propri abiti, piuttosto che attendere per mesi quelli forniti dal Governo centrale.